# Céline Dion
Céline Marie Claudette Dion (Charlemagne, 30 marzo 1968) è una cantante canadese.
Conosciuta anche con il soprannome Queen of Power Ballads, è una delle artiste musicali di maggior successo della popular music, con 200 milioni di copie vendute in tutto il mondo. Originaria del Québec, Céline Dion emerge come cantante in francese negli anni ottanta, ottenendo i primi riconoscimenti internazionali con la vittoria al Festival mondiale della canzone popolare del 1982 e all'Eurovision Song Contest del 1988, dove rappresentò la Svizzera con il brano Ne partez pas sans moi. Dopo aver migliorato la conoscenza dell'inglese, firmò un contratto discografico con la Epic Records, e dopo svariati album in lingua francese, nel 1990 pubblicò il suo primo album in inglese, Unison.
Durante gli anni novanta Céline raggiunse la fama internazionale dopo aver pubblicato diversi album tra cui Falling Into You (1996) e Let's Talk About Love (1997), entrambi certificati dischi di diamante negli Stati Uniti, mentre D'eux (1995) divenne l'album in lingua francese più venduto di tutti i tempi. Dion ottenne il successo internazionale anche con diversi singoli come The Power of Love, Think Twice, Because You Loved Me, My Heart Will Go On (cantata per il film Titanic ed i cui autori del testo furono premiati con il Premio Oscar alla miglior canzone) e I'm Your Angel (cantata insieme a R. Kelly).
Nel 1999 Dion annuncia una pausa dalle scene sia per il desiderio di maternità sia per restare accanto al marito René Angélil durante la cura di un cancro faringeo. Nel 2002 torna ai fasti dello star-system con un nuovo album, A New Day Has Come e con un residency show, A New Day..., tenutosi presso il Caesars Palace di Las Vegas tra il 2003 e il 2007.
La sua musica è stata influenzata da generi che spaziano dal rock all’R&B, dal gospel alla musica classica. Canta principalmente in inglese e francese, ma ha anche interpretato brani in giapponese, italiano, latino, napoletano, spagnolo, tedesco e mandarino. Nonostante i suoi dischi abbiano spesso ricevuto pareri contrastanti da parte della critica, è considerata una delle cantanti più influenti della musica pop ed è fra le artiste femminili che hanno venduto di più negli Stati Uniti durante l'era Nielsen SoundScan. Nel 2003 è stata premiata dalla Federazione Internazionale dell'Industria Fonografica (IFPI) per aver venduto oltre 50 milioni di copie in Europa e nel 2016, durante la cerimonia dei Billboards Music Award, è stata riconosciuta con l'Icon Award, rimanendo l'artista musicale canadese con le maggiori vendite nella storia.
Secondo Forbes, nel 2019, Celine Dion era la terza artista musicale femminile più ricca al mondo con un patrimonio stimato di 450 milioni di dollari.

## Biografia
Céline Marie Claudette Dion è nata il 30 marzo 1968 a Charlemagne, una piccola città del Québec, da Thérèse Tanguay (1927-2020) e Adhémar Dion (1923-2003). La famiglia, che era composta dai genitori e dai 14 figli, era cattolica e molto umile, tuttavia condivideva la passione per la musica: infatti il nome di Dion deriva dal titolo di una canzone del cantautore francese Hugues Aufray: Céline. La famiglia si esibiva spesso in gruppo nei piano-bar della zona, e in poco tempo anche Céline iniziò a prendere parte a questi concerti. Il 13 agosto 1973, all'età di cinque anni, la giovane Céline fece la sua prima performance pubblica al matrimonio di suo fratello Michel, dove interpretò la canzone di Christine Charbonneau, Du fil des aiguilles et du coton e da lì continuò ad esibirsi con i suoi fratelli nel piccolo piano-bar dei suoi genitori, chiamato Le Vieux Baril (Il Vecchio Barile). Sin dalla tenera età, Dion sognava di essere un'artista: infatti in un'intervista del 1994 alla rivista People, dichiarò: "Ho perso la mia famiglia e la mia casa, ma non mi pento di aver perso la mia adolescenza. Avevo un sogno: volevo fare la cantante."
All'età di 12 anni scrisse la sua prima canzone, Ce n'était qu'un rêve (Non è stato altro che un sogno), con l'aiuto di sua madre e di suo fratello Jacques. Il fratello Michel inviò una cassetta della canzone all'imprenditore René Angélil, manager dell'idolo di famiglia, la cantante canadese Ginette Reno. Angélil all'epoca era disoccupato e stava cercando un modo per rimettere in carreggiata la sua carriera quando sentì la cassetta che avrebbe cambiato la sua vita. Particolarmente stupito dalla registrazione la invitò ad un appuntamento nel suo ufficio, dove le porse una matita e disse: “Ecco il tuo microfono. Adesso canta come se fossi di fronte ad un pubblico tutto esaurito”. Lei quindi cantò e Angélil ebbe piena conferma della sua intuizione circa il talento della giovane ragazza.

### 1981-1989: gli esordi e l'affermazione
Il 19 giugno 1981, Céline Dion fece la sua prima apparizione televisiva in un popolare talk show diretto da Michel Jasmin. Angélil credette così tanto nel suo talento che ipotecò la propria casa per finanziare il suo primo album, scritto dal paroliere Eddy Marnay: La voix du bon Dieu. Infatti la prima volta che Marnay sentì Céline cantare esclamò: "È la voce del buon Dio!". Nel 1982, Céline vinse la medaglia d'oro al 13º Festival mondiale della canzone popolare a Tokyo e venne proclamata Miglior Artista dalla Yamaha Symphony Orchestra Award. Cantò Tellement j'ai d'amour pour toi, scritto da Marnay e Giraud, per un pubblico di 115 milioni di telespettatori all'età di soli 13 anni. Il 7 settembre 1982, Céline Dion pubblica il suo secondo album di inediti: Tellement j'ai d'amour...
Successivamente, Céline apparve per la prima volta sulla TV francese, attraverso il famoso programma Champs-Élysées condotto da Michel Drucker. Nel 1983, divenne la prima artista canadese ad aver ottenuto un disco d'oro in Francia per il singolo D’amour ou d'amitié. Quello stesso anno vinse i suoi primi 4 Félix Awards, tra cui Miglior Interprete Femminile e Miglior Nuovo Artista dell’Anno. Esattamente ad un anno dalla pubblicazione del suo ultimo album uscì una nuova raccolta di inediti intitolata Les chemins de ma maison e nel dicembre dello stesso anno anche il suo secondo album natalizio: Chants et contes de Noël.
L'11 settembre 1984, nello Stadio Olimpico di Montréal, davanti ad un pubblico di 60 000 spettatori, tra cui papa Giovanni Paolo II, Céline si esibisce con Une colombe (singolo che anticiperà l'album Mélanie). Due mesi dopo, si esibisce all'Olympia di Parigi, aprendo il concerto del cantante Patrick Sébastien per cinque settimane. Nel 1985, lancia il suo primo tour importante nel Québec.

### 1986-1989: da prodigio ad artista affermata

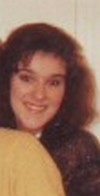
Una giovane Céline Dion nel 1986

All'età di diciotto anni il desiderio di diventare un'artista affermata si fece più forte, ma Angélil, pur avendo fiducia nel suo talento, si rese conto che la sua immagine doveva cambiare per poter essere commercializzata in tutto il mondo, perciò Dion si ritirò dai riflettori per diversi mesi durante i quali subì un intervento di chirurgia odontoiatrica per migliorare il suo aspetto. Durante la pausa artistica frequentò anche l'École Berlitz per perfezionare e padroneggiare al meglio il suo inglese. Nel frattempo esce la raccolta Les Chansons en Or, anticipato dal singolo inedito Fais ce que tu voudras, nonostante lo scarso successo, il video-clip, girato in una stazione dei treni, mostra per la prima volta una Céline lontana dall'immaginario di cantante bambina.
Nell'aprile 1987, all'età di diciannove anni, Céline pubblica il suo primo album per la Sony BMG, allora CBS, Incognito.
I video di questo album mostrano la cantante in un look rinnovato. Anche sul piano musicale, Dion è passata ad un sound più radiofonico. Quattro singoli estratti raggiungono la vetta della classifica in Québec, tra cui Incognito e Lolita (trop jeune pour aimer). L'album è pubblicato anche in Francia, dove per promuoverlo vengono estratti Je ne veux pas e La religieuse, che però non riscuotono successo. L'album vende 500 000 copie in Canada e viene certificato doppio disco di platino.
Nel novembre 1987, gli organizzatori del gala dei Juno Awards, impressionati dalle vendite di Incognito in Québec, la invitano ad esibirsi allo show di Toronto. All'epoca, cantare in francese ai Juno Awards non era raccomandabile (i magnati della discografia canadese erano disinteressati e disinformati del mercato francofono), così René Angélil fece interpretare a Céline una versione in inglese della canzone Partout je te vois (con il titolo Have a Heart), che riscosse un discreto successo. Nel 1988 dà il via all'Incognito tournée.
Nell'aprile 1988 Céline partecipa all'Eurovision Song Contest 1988, a Dublino, dove rappresenta la Svizzera con la canzone Ne partez pas sans moi (tra gli altri concorrenti di questa edizione, degna di nota è la presenza di una debuttante Lara Fabian, in rappresentanza del Lussemburgo, spesso vista dai media, per peculiarità vocali e artistiche, come "l'eterna rivale" di Céline Dion). La vittoria nella competizione canora con 137 punti aumenta la sua fama in Europa, facendola divenire una dei tanti artisti di successo ad aver preso parte alla manifestazione, come gli ABBA e Katrina Leskanich. Con il singolo vincitore, pubblica la raccolta dei suoi più grandi successi: The Best of Céline Dion.
Nello stesso anno, durante un concerto dell'Incognito Tour, Céline subisce dei danni alla sua voce e perciò consulta un otorinolaringoiatra, William Gould, che le diede un ultimatum: sottoporsi ad un'operazione chirurgica alle corde vocali o non stressarle per almeno tre settimane. Dion decise di riposare la sua voce e di sottoporsi in seguito a degli esercizi vocali con William Riley, perché, secondo Gould e Riley, "non è capace di cantare e fa un cattivo uso delle sue corde vocali".

### 1990-1992: l'inizio della carriera anglofona
Nel 1990 esce Unison, primo album in inglese, lanciato anche negli Stati Uniti. A questo disco lavorano celebri musicisti come Vito Luprano e il produttore canadese David Foster. L'album era ancora influenzato dal soft rock degli anni ottanta che si ritagliò presto il suo spazio nei formati radiofonici adult contemporary. Unison se la cavò agli occhi della critica: Entertainment Weekly definì la voce di Céline Dion "elegantemente scarna" e scrisse che non tentava mai di "cimentarsi in stili che sono al di là di lei".
Dall'album furono estratti dei singoli come (If There Was) Any Other Way, The Last to Know, Unison e Where Does My Heart Beat Now, un pezzo soft-rock con prominente uso della chitarra elettrica, primo singolo di Dion a raggiungere la top 5 della classifica statunitense. L'album consacrò Dion come promessa negli Stati Uniti, Europa e Asia. Il disco vendette 3 milioni di copie nel mondo, di cui 1 milione solo negli Stati Uniti.
Nel 1990 Céline aprì la sua catena di ristoranti, la "Nickels", di cui possiederà azioni per sette anni.
Nello stesso anno Céline affianca molte star internazionali nel progetto Voices That Care, che sostengono le truppe americane nella Guerra del Golfo. Canta inoltre a Ottawa per il principe Carlo e Lady Diana.
Nel 1991 Céline pubblica un nuovo album in francese, Dion chante Plamondon (pubblicato in Francia con il titolo Des mots qui sonnent), che sancisce il sodalizio Dion-Plamondon. In esso, oltre a brani inediti, Céline reinterpreta i brani dell'opera rock di Luc Plamondon e di Michel Berger, Starmania. Originariamente il disco fu pubblicato solo in Canada e Francia tra il '91 e il '92, ma nel 1994 venne pubblicato in altri paesi del mondo, il primo album in francese di Céline Dion pubblicato in Paesi non francofoni. Tra gli inediti dell'album ci sono Des mots qui sonnent, L'amour existe encore, Je danse dans ma tête e Quelqu'un que j'aime, quelqu'un qui m'aime. Il singolo Un garçon pas comme les autres (Ziggy) arrivò alla posizione numero 2 in Francia. Dion chante Plamondon ha venduto più di 2 milioni di copie nel mondo.
Nel 1991 la sua carriera ha una svolta. La Disney le affida la canzone tratta dal film La bella e la bestia, Beauty and the Beast, canzone in cui duetterà con Peabo Bryson e che vincerà il Premio Oscar e il Golden Globe come Miglior canzone originale e un Grammy Award per la Miglior collaborazione vocale pop. Beauty and the Beast porterà Dion ad esibirsi, con Peabo, agli Academy Awards per la prima volta e per di più il giorno del suo 24º compleanno e sarà il suo primo successo inglese internazionale, che entrerà in tutte le classifiche mondiali e venderà quasi un milione di copie, aggiudicandosi il disco di platino in Giappone e il disco d'oro negli Stati Uniti. La canzone è caratterizzata da uno stile musicale che Dion avrebbe utilizzato in futuro: profonde ballate classiche, con strumentazioni leggere, e sarà anche il singolo che anticiperà il secondo album in inglese della cantante. Il giorno dopo gli Oscar, Céline lancia, su The Tonight Show, Celine Dion, album di base pop rock combinata con elementi soul e musica classica. Il Wall Street Journal ha proclamato Céline come "a once in a generation voice". Grazie al successo del singolo d’anticipazione e alle collaborazioni con David Foster e Diane Warren, l'album ebbe un successo commerciale maggiore rispetto a Unison. Con la vendita di 5 milioni di copie in tutto il mondo, l'album fu certificato disco di diamante in Canada e doppio disco di platino negli Stati Uniti. Il secondo singolo dell'album If You Asked Me To (una cover della canzone di Patti LaBelle dal film Agente 007 - Licenza di Uccidere del 1989) divenne il suo primo singolo numero uno in Canada e raggiunse la posizione numero quattro nella Billboard Hot 100 degli Stati Uniti. Altri singoli estratti dall'album furono Nothing Broken But My Heart e Love Can Move Mountains, una canzone pop influenzata dai ritmi gospel ed R&B e dalla musica dance. Nell'album è presente anche un brano scritto appositamente per Céline da Prince, With This Tear.
Nel 1992 gli album Unison, Céline Dion e le apparizioni mediatiche garantirono alla Dion l'attenzione generale in Nord America. Infatti aveva raggiunto uno dei suoi maggiori obiettivi, avere successo nel mercato anglofono. Tuttavia, mentre riceveva sempre maggior successo negli Stati Uniti, i suoi fan francofoni canadesi l'accusarono di averli trascurati. Durante la cerimonia dei Félix Awards, Céline si rifà ai loro occhi rifiutando di ricevere il premio come Miglior cantante anglofona dell'anno, dichiarandosi semplicemente un'artista francofona che canta in inglese. Inoltre a Toronto, nel 1993 vinse in ben quattro categorie ai Juno Awards: Miglior Voce Femminile dell'Anno, Miglior Album Francofono dell'Anno (Dion chante Plamondon), Singolo dell'Anno (Beauty and the Beast) e Miglior Registrazione Dance (Love Can Move Mountains) (club mix).
Oltre al successo discografico mondiale ci furono dei cambiamenti anche nella vita personale di Céline, poiché Angélil, che aveva ventisei anni più di lei, da suo manager divenne suo amante. Tuttavia, la relazione fu tenuta segreta poiché entrambi temevano che il pubblico avrebbe trovato i loro rapporti inappropriati.

### 1993-1999: il successo internazionale

Céline Dion intervistata a Superclassifica Show nel 1994.

Nel 1993, Céline cantò il singolo The Power of Love per il neo presidente Bill Clinton al Kennedy Center di Washington, alla cerimonia del suo insediamento alla Casa Bianca.
Lo stesso anno Céline Dion pubblicò il suo terzo album in inglese, The Colour of My Love, che la rese definitivamente una star mondiale. Con questo album Céline rivelò al mondo intero i sentimenti per il suo manager, definendolo "the colour of my love" (il "colore del mio amore") nel libretto del disco. Un rapporto che porterà i due a sposarsi nel dicembre 1994. L'album conteneva The Power of Love (una cover del brano del 1985 cantato da Jennifer Rush), che conquistò per la prima volta la posizione numero uno della Billboard Hot 100 e divenne una delle sue canzone-firma degli anni novanta e della sua carriera. Il singolo When I Fall in Love, in duetto con Clive Griffin, fece parte della colonna sonora del film Insonnia d'amore e ottenne un discreto successo in Nord America e vinse un Grammy Award come Miglior collaborazione vocale pop.
The Colour of My Love riscosse un grande successo anche nel Regno Unito: l'album ed il singolo Think Twice ebbero un grande successo occupando contemporaneamente la top ten delle classifiche britanniche per diverse settimane. Think Twice finì per vendere più di 1 milione di copie, mentre l'album fu certificato cinque volte disco di platino. Misled riscosse successo in Canada, e Just Walk Away uscì come singolo di lancio in Spagna. The Colour of My Love raggiunse la posizione numero 1 delle classifiche di molti Paesi e vendette 20 milioni di copie nel mondo, di cui 6 milioni negli USA, un milione e mezzo in Canada e 4 milioni di copie in Europa.
Tra il 1994 e il 1995 Céline intraprende il The Colour of My Love Tour in cui visita l'Europa e il Giappone oltre che al Nord America. Nella VHS dal vivo che segue, The Colour of My Love Concert, Céline reinterpreta Can't Help Falling in Love di Elvis Presley. Dopo un grande concerto all'Olympia di Parigi nel 1994 viene tratto l'album dal vivo, À l'Olympia, di cui fu estratto come singolo una versione live di Calling You. Céline termina il tour e celebra il suo matrimonio con Angélil, ma deve interrompere il viaggio di nozze a Miami per esibirsi al Top of the Pops a Londra. Inoltre incise anche la canzone Petit Papa Noël, in una versione bilingue, con Alvin and the Chipmunks, per l'album natalizio del '94, A Very Merry Chipmunk.
Nel 1995 esce l'album in francese D'eux (conosciuto negli Stati Uniti, Messico e Sudafrica come The French Album), uno dei lavori di Céline Dion più apprezzati dal pubblico e dalla critica, in cui la cantante interpreta vari generi musicali. Autore dei brani è Jean-Jacques Goldman, uno dei più famosi cantautori francesi, con cui Dion duetta in un brano, J'irai où tu iras. D'eux rimane in vetta alla classifica francese per 14 settimane, e il singolo d'anticipo Pour que tu m'aimes encore sarà il più grande successo in lingua francese della carriera di Céline Dion. Je sais pas fu un altro pezzo che salì alla posizione numero 1 in Francia.
Con 10 milioni di copie vendute in tutto il mondo, D'eux è l'album in lingua francese più venduto della storia, ed è l'album più venduto di sempre in Francia con oltre 4 milioni di copie. È arrivato alla posizione numero uno in vari Paesi del mondo, ed è il primo, e ad oggi unico, album in lingua francese ad essere entrato nella top 10 britannica. L'enorme successo del suo ultimo capolavoro le permette di aggiudicarsi, nel 1996, due Victoires de la musique (i Grammy Award francesi) nelle categorie Miglior Artista Francofona e Canzone dell'Anno per Pour que tu m'aimes encore.
Dopo il successo ricevuto in Francia e nel resto del mondo, il Ministro della cultura francese nomina Céline Dion "Cavaliere delle Arti e delle Lettere".
Nel 1996 esce Falling into You , il quarto album in lingua inglese di Dion che la porta all'apice della sua popolarità, mostra un'ulteriore progressione della sua musica. Nel tentativo di raggiungere un pubblico più ampio, l'album combinava molti elementi, come complessi suoni orchestrali, canti africani ed elaborati effetti musicali grazie all'uso di strumenti di diverso genere come il violino, la chitarra spagnola, il trombone, il cavaquinho e il sassofono, permettendo all'artista di creare dei nuovi sound. Il disco fu co-prodotto da vari musicisti, del calibro di David Foster, Humberto Gatica, Jim Steinman, Jean-Jacques Goldman, Ric Wake e Rick Nowels. I singoli comprendono una varietà di stili musicali. La title track Falling into You e River Deep - Mountain High (una cover di Tina Turner del 1966) hanno fatto un uso prominente degli strumenti a percussione; mentre le altre due cover, It's All Coming Back to Me Now (prodotto dal suo stesso scrittore Jim Steinman) e All by Myself, hanno mantenuto un'atmosfera soft-rock, combinata con il suono classico del pianoforte; mentre il singolo Because You Loved Me, scritto da Diane Warren e prodotto da Foster è una ballata pop usata come tema per il film del 1996, con Michelle Pfeiffer e Robert Redford, Qualcosa di personale.
Il singolo Because You Loved Me fu un successo negli Stati Uniti, salendo alla prima posizione della classifica americana. Gli altri singoli, It's All Coming Back to Me Now cover dei Meat Loaf e All by Myself di Eric Carmen, riscossero successo in tutto il mondo. Falling into You conteneva anche If That's What It Takes e I Don't Know, versioni in inglese di Pour que tu m'aimes encore e Je sais pas.
Falling into You è l'album più apprezzato dal grande pubblico e dalla critica, che l'ha definito "un capolavoro". Mentre Dan Leroy del magazine Rolling Stone, scrisse che l’album non era poi tanto diverso dal suo precedente lavoro, Stephen Holden del New York Times e Natalie Nichols del Los Angeles Times, scrissero che l'album era formidabile. Altri critici, come Chuck Eddy di Entertainment Weekly, Stephen Thomas Erlewine di AllMusic Guide e Daniel Durchholz, definirono l'album "irresistibile", "appassionato", "elegante" e "straordinariamente ben costruito". Falling Into You fu l'album di Céline più di successo, sia a livello di critica che a livello commerciale: salì in cima alle classifiche di molti paesi e divenne uno degli album più venduti di tutti i tempi. Superò il successo di The Colour of My Love vendendo circa 11 milioni di copie negli Stati Uniti, più di 2 milioni nel Regno Unito, 1 milione in Australia, 9 milioni di copie in Europa e altre migliaia nel resto del mondo, arrivando a quota: 32 milioni di copie vendute mondialmente. Nel 2013, la CBC Music classificò Falling into You, alla posizione numero 33 nella lista dei 100 migliori album canadesi di sempre. Negli Stati Uniti, l'album fu certificato 11 volte disco di platino e in Canada disco di diamante. L'IFPI certificò l'album con 9 dischi di platino, un riconoscimento dato solo a due altri album nella storia musicale, uno dei due è Let's Talk About Love, altro grande album di successo di Dion. L'album vinse molti premi prestigiosi a livello mondiale, tra i quali due Grammy Award come Miglior album pop e Album dell'anno.
Nello stesso anno, segue l'uscita della VHS e l'album dal vivo Live à Paris, che contiene la cover della celebre Quand on n'a que l'amour di Jacques Brel, e l'inedito To Love You More, hit numero 1 in Giappone, dove vendette 1 milione e mezzo di copie. Nel marzo 1996 Dion intraprese il Falling into You Tour per promuovere l'album, esibendosi in tutto il mondo per oltre un anno.
Nel 1996 la cantante canadese vinse anche il World Music Award come Artista femminile canadese dell'anno per la terza volta, e interpretò il singolo Call the Man, incluso nell'album Falling Into You.
Nello stesso anno fu chiesto alla Dion di esibirsi alla cerimonia d'apertura dei Giochi Olimpici di Atlanta 1996, dove cantò, in mondovisione, un pezzo scritto per l'occasione dal suo produttore David Foster, intitolato The Power of the Dream, altro grande successo in Giappone.
Il 24 marzo 1997 Céline Dion è diventata il primo artista ad esibirsi per ben due volte nella stessa notte della cerimonia di premiazione agli Academy Awards, cantando Because You Loved Me, candidata agli Oscar come Miglior canzone originale per il film Qualcosa di personale, e I Finally Found Someone, brano scritto ed interpretato da Barbra Streisand e Bryan Adams. Viene inoltre invitata per la prima volta al Festival di Sanremo in Italia, dove si esibirà con i singoli Calling You e Falling Into You.
Il 24 marzo del 1997, Céline Dion è diventata la prima artista ad esibirsi in due canzoni durante la cerimonia di premiazione degli Oscar. Ha cantato il suo successo Because You Loved Me, colonna sonora del film Qualcosa di personale, candidata agli Oscar come Miglior canzone originale e ha sostituito Natalie Cole, che rifiutò di cantare per la seconda volta, eseguendo I Finally Found Someone, colonna sonora del film L'amore ha due facce.
Céline Dion pubblica nel novembre 1997, il suo quinto album in lingua inglese, Let's Talk About Love, album che è stato pubblicizzato come sequel di Falling Into You. La registrazione del disco si è svolta tra Londra, New York City e Los Angeles, e ha visto una serie di collaborazioni speciali con artisti di grande fama, come Barbra Streisand in Tell Him, i Bee Gees in Immortality e il tenore Luciano Pavarotti in I Hate You Then I Love You (cover di Grande, grande, grande di Mina). Altri musicisti compresi in questo lavoro sono Carole King, Sir George Martin, Bryan Adams e la cantante giamaicana Diana King, che aggiunse una sfumatura reggae a Treat Her Like a Lady.
Let's Talk About Love è stato un altro grande successo per Dion che raggiunse la numero 1 in tutte le classifiche del mondo, ottenendo le certificazioni di disco di platino in ventiquattro paesi e diventando l'album più venduto della sua carriera. Negli Stati Uniti, l'album ha scalato le classifiche, rimanendo per settimane nella Top 5 e in seguito è stata certificato 10 volte disco di platino per la vendita di oltre 10 milioni di copie. In Canada, l'album ha venduto solo nella prima settimana, 230 212 copie, rimanendo un record per circa vent'anni e certificandosi disco di diamante per aver venduto più di un milione di copie. Il singolo di maggior successo dell'album è la ballata di ispirazione classica My Heart Will Go On, scritta e composta da James Horner e Will Jennings e prodotta da Horner e Walter Afanasieff.

Scritta appositamente come tema d'amore per il film Titanic, del 1997, la canzone è arrivata in cima alle classifiche internazionali, diventando la canzone firma di Dion; oltre a vincere l'Oscar e il Golden Globe come Miglior canzone originale, la canzone fece vincere alla cantante due Grammy Award come Miglior Performance Vocale Pop Femminile e come Registrazione dell'Anno (la canzone stessa ha vinto quattro premi dei quali due sono stati consegnati ai compositori e autori). My Heart Will Go On e Think Twice l'hanno resa l'unica artista femminile canadese, nel Regno Unito, ad avere due singoli in classifica per vendite di circa due milioni di copie vendute. L'album in totale vendette 31 milioni di copie in tutto il mondo; sostegno della promozione dell'album, Dion intraprese il Let's Talk About Love Tour, svoltosi in tutto il mondo tra il 1998 e il 1999.

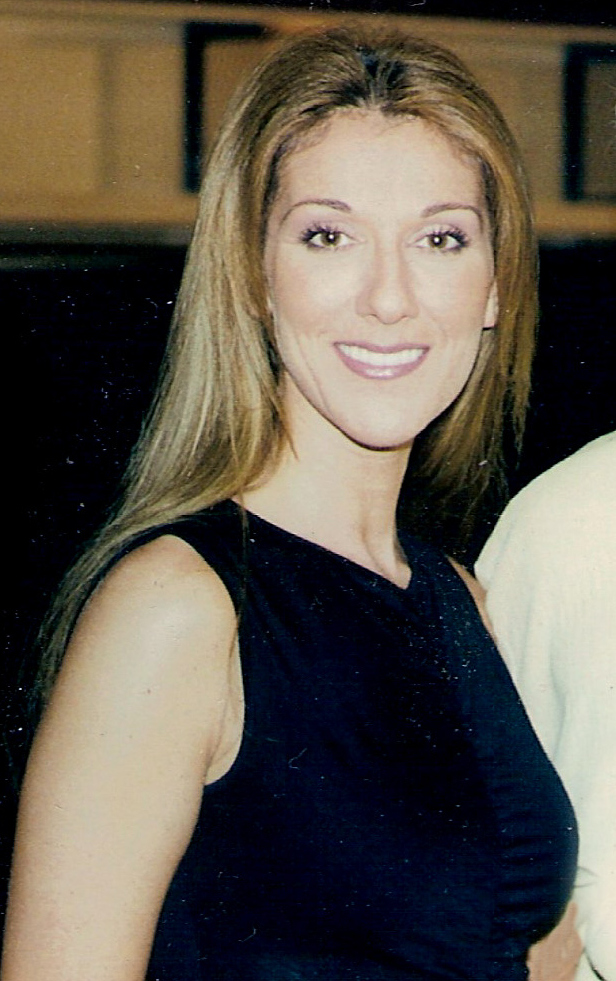
Céline Dion nel 1999.

Nel 1998 è nuovamente ospite al Festival di Sanremo dove si esibisce in The Reason e in My Heart Will Go On. Il 9 giugno dello stesso anno Céline duetta con Luciano Pavarotti al Pavarotti & Friends di Modena, esibendosi in I Hate You Then I Love You. Nello stesso anno viene invitata a partecipare al VH1 Divas Live, l'evento organizzato dalla televisione musicale VH1, insieme alle più grandi dive del pop americano, tra cui Aretha Franklin, Mariah Carey, Gloria Estefan, Shania Twain e Carole King. Alla cantante vengono conferite le onorificenze dell'Ordine del Canada per il contributo eccezionale al mondo della musica contemporanea e l'Ordine nazionale del Québec.
Céline Dion chiude il decennio con altri quattro album di successo: l'album di Natale, These Are Special Times; l'album in lingua francese, S'il suffisait d'aimer; l'album live, Au cœur du stade e il greatest hits, All the Way... A Decade of Song.
In These Are Special Times (uscito il 30 ottobre 1998), Dion è coautrice nella canzone Don't Save It All For Christmas Day insieme a Ric Wake e Peter Zizzo. L'album è stato il lavoro più classico che la cantante abbia mai fatto, con arrangiamenti orchestrali presenti praticamente in ogni traccia e prodotti dall'ormai immancabile David Foster. L'album presentava il singolo I'm Your Angel (un duetto con R. Kelly) che divenne il quarto singolo a raggiungere la prima posizione della classifica statunitense, e un grande successo in tutto il mondo. Il secondo singolo dell'album fu The Prayer (un duetto con Andrea Bocelli, inserito nella colonna sonora del film del 1998  La spada magica - Alla ricerca di Camelot e vincendo un Golden Globe per la Miglior canzone originale). L'album vendette 15 milioni di copie, ottenendo numerosi dischi di platino in tutto il mondo e un disco di diamante in Canada.
Il suo ultimo album in studio in lingua francese degli anni '90, S'il suffisait d'aimer, uscito peraltro un mese prima dell'album natalizio, fu scritto dal suo stretto collaboratore, Jean-Jacques Goldman. La title-track divenne un classico istantaneo nel repertorio francofono, ottenendo molto successo soprattutto in Francia, Svizzera, Belgio Vallonia e Canada. In Francia, il disco fu certificato diamante, vendendo 1 milione e mezzo di copie e nel resto del mondo vendette 4 milioni di copie con la certificazione di molti dischi di platino e d'oro in Europa. Il 27 agosto 1999 esce il suo quarto album live, Au cœur du stade, registrato allo Stade de France di Parigi, durante due concerti avvenuti il 19 e 20 giugno 1999. La maggior parte delle canzoni di questo album sono versioni dal vivo di brani originariamente registrati per l'ultimo album in francese. Au cœur du stade contiene anche alcune delle prime canzoni francesi della cantante e poche tracce in inglese, tra cui Let's Talk About Love e My Heart Will Go On. Il CD non contiene lo spettacolo completo, presente invece sul DVD Au cœur du stade, anch'esso uscito nel 1999. Questo album è stato registrato durante la tappa francese del Let's Talk About Love Tour ed è stato promosso con il singolo, Dans un autre monde.
All the Way... A Decade of Song ha unito i più grandi successi della cantante a sette nuove canzoni, tra cui il singolo apripista That's the Way It Is, Then You Look At Me, colonna sonora del film L'uomo bicentenario con Robin Williams, una cover di The First Time Ever I Saw Your Face di Roberta Flack e All the Way, un duetto virtuale con Frank Sinatra. Questo album divenne una delle raccolte più vendute di tutti i tempi, vendendo 17 milioni di copie e scalando le classifiche del Canada, Stati Uniti, Australia, Regno Unito ed Europa. Alla fine degli anni '90, Dion aveva venduto oltre 100 milioni di copie di dischi in tutto il mondo e aveva vinto numerosi premi dell’industria musicale. Il suo status come uno dei migliori protagonisti della scena musicale, si consolidò con la partecipazione allo speciale Divas Live della VH1, e un anno dopo, fu introdotta nella Canadian Broadcast Hall of Fame e fu onorata con una stella sulla Walk of Fame del Canada.
A partire dalla metà degli anni '90, l'influenza del pop rock, che era più evidente nei suoi album d'esordio, è stata sostituita da una maturazione musicale arricchita dal tema ricorrente "dell'amore" che ha dominato la maggior parte dei temi dei suoi successivi lavori, il che ha portato alcuni critici a liquidare la sua musica come banale. Altri, invece come Elysa Gardner e Jose F. Promis, hanno elogiato la sua voce durante questo periodo, descrivendola come una "meraviglia tecnica". Steve Dollar, nella sua recensione di These Are Special Times, ha affermato che Dion è "un'atleta olimpionica vocale per il quale non esiste una montagna o una scala abbastanza alta".
Il 31 dicembre 1999, Dion si esibisce al Centre Molson di Montréal, chiamato La dernière de Céline, evento che chiuderà un intero anno di tournée per il mondo.

### 2000-2007: la gravidanza, il ritorno e il successo diA New Day...a Las Vegas

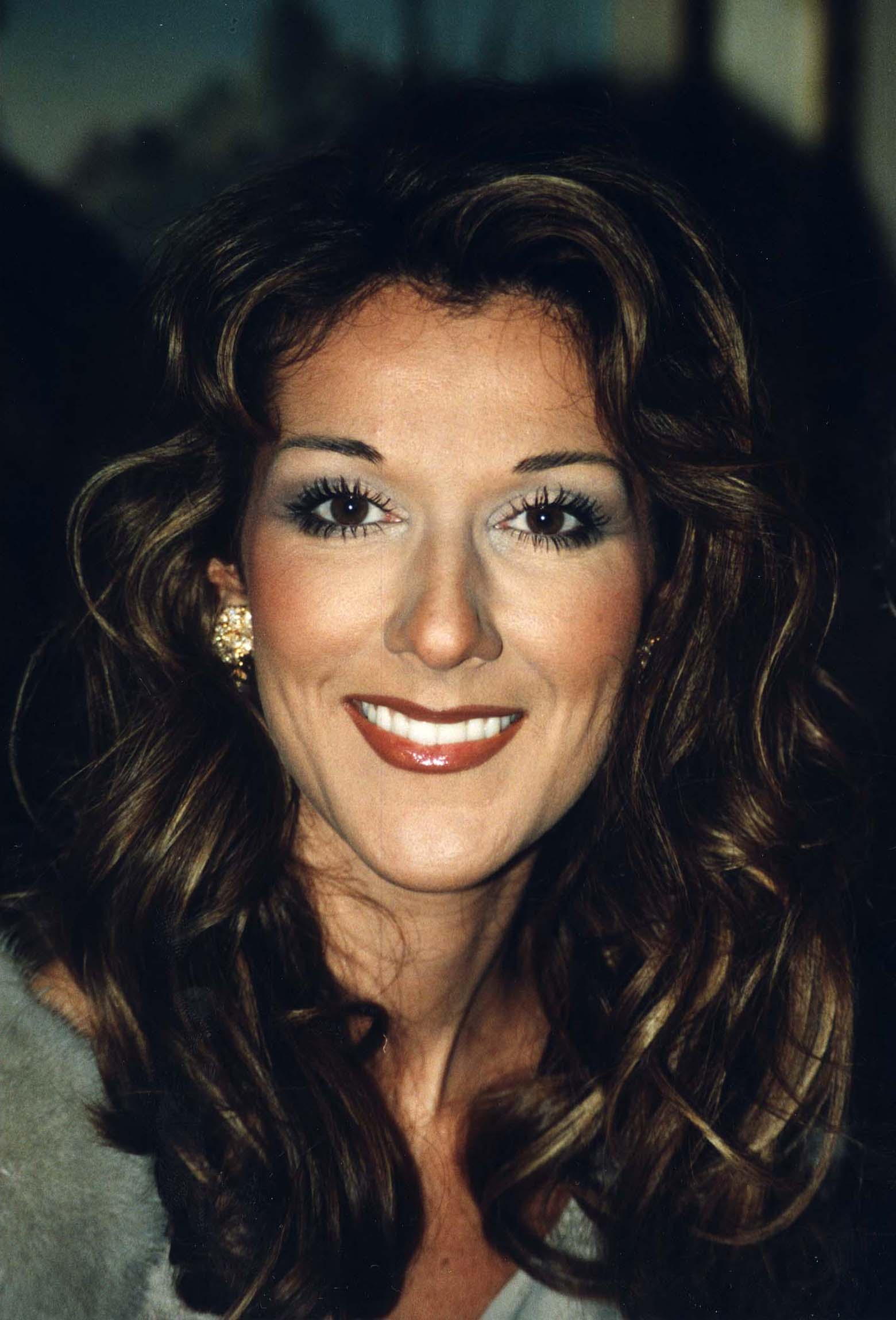
Céline Dion nel 2000

Dopo aver pubblicato e promosso tredici album nel corso degli anni '90, Céline Dion dichiarò di aver bisogno di mettere su famiglia, così dopo aver annunciato il suo ultimo album, All the Way... A Decade of Song, si ritirò dai riflettori per godersi la sua vita privata. La diagnosi di Angélil con il cancro esofageo fu un'altra motivazione che la spinse a sospendere temporaneamente il lavoro. Durante la pausa, non riuscì a sfuggire ai riflettori, infatti nel 2000, il National Enquirer pubblicò una falsa notizia sulla cantante, brandendo una foto di Céline e suo marito, con il titolo, "Céline - «I'm Pregnant With Twins!»" ("Céline - Sto aspettando due gemelli"). In seguito fece causa alla rivista per oltre venti milioni di dollari. I redattori dell'Enquirer, dopo l’errore, pubblicarono le proprie scuse e donarono del denaro all'American Cancer Society in onore di Céline e suo marito. Un anno dopo l'incidente editoriale, dopo aver subito delle cure per la fertilità, Dion diede alla luce un figlio, René-Charles Dion Angélil, il 25 gennaio 2001, in Florida.
Il periodo di pausa dalle scene sarà interrotto per eseguire God Bless America all'evento televisivo America: A Tribute to Heroes in memoria delle vittime dell'11 settembre 2001. Billboard recensì l'esibizione di Dion scrivendo: "La performance ricorda cosa l'ha resa una delle più osannate vocalist del nostro tempo: la capacità di interpretare un'emozione che scuote l'anima. Commovente, piena di significato e di grazia".
Sempre nel 2001 Céline Dion accolse l'invito del cantante canadese Garou a duettare con lui nella ballata Sous le vent, che divenne una grande hit nei Paesi francofoni. Nel dicembre 2001 fu pubblicata la prima autobiografia della cantante, My Story, My Dream, che racconta della sua vita da ragazza umile a donna di successo.

Céline Dion concluse il suo periodo sabbatico, durato tre anni, con un nuovo album intitolato A New Day Has Come, pubblicato nel marzo 2002. Questo album è stato il più personale per la cantante, condizionato dalle responsabilità della sua maternità, che le hanno permesso di crescere come donna. Ha affermato: "Diventare madre ti rende adulta”... Un nuovo giorno è arrivato, per René e per me, è il bambino. Tutto ha a che fare con lui... La canzone A New Day Has Come rappresenta molto bene lo stato d’animo in cui sono adesso e anche l'intero album”. L'album debuttò alla posizione numero 1 in 17 paesi, tra cui Regno Unito, Canada e Stati Uniti, per la prima volta nella carriera di Céline. Finì per essere certificato tre volte disco di platino negli States, e sei volte platino in Canada. A New Day Has Come riscosse un successo di pubblico, ma non altrettanto di critica; Rolling Stone e Entertainment Weekly scrissero che la musica di Céline non era maturata durante il suo break, e la definirono mediocre. I singoli A New Day Has Come, I'm Alive e Goodbye's (The Saddest Word), pur divenendo delle hit in Europa, non ebbero grande successo negli Stati Uniti. Il singolo A New Day Has Come non entrò nella top 20 della Billboard Hot 100 degli USA, ma nella Hot Adult Contemporary Chart dove la canzone rimase 21 settimane consecutive alla numero 1, infrangendo il record per la più lunga permanenza in vetta, record che appartenuto a Phil Collins con You'll Be in My Heart e alla stessa Dion con Because You Loved Me, entrambe rimaste per diciannove settimane consecutive in prima posizione. L'album A New Day Has Come ha venduto 12 milioni di copie nel mondo di cui 3 milioni negli USA, diventando uno dei dischi più venduti dell'anno.

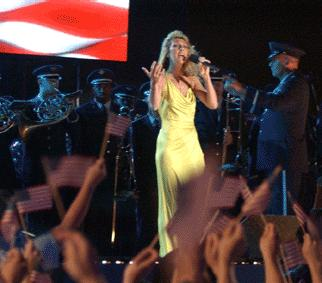
Céline Dion il 2 maggio 2002 canta God Bless America a bordo della portaerei statunitense Harry S. Truman

Nel 2002, Céline Dion si è esibita in molti concerti di beneficenza, inclusa la sua seconda apparizione su VH1 Divas Live, un concerto a beneficio della VH1 Save The Music Foundation, insieme a Cher, Anastacia, Shakira, le Dixie Chicks, Mary J. Blige, Whitney Houston, Cyndi Lauper e Stevie Nicks, durante lo spettacolo duetta con Anastacia in una cover di You Shook Me All Night Long degli AC/DC.

Attingendo ispirazione da esperienze personali, nel 2003 Céline pubblicò One Heart, un album che testimoniava il suo amore per la vita. Il disco dava più spazio ai brani dance, una svolta rispetto alle solite ballate per le quali Dion aveva ricevuto recensioni poco entusiaste. Sebbene riscontrò un discreto successo commerciale, One Heart ricevette comunque una tiepida accoglienza dalla critica, che la definirono "prevedibile" e "banale". I Drove All Night (cover dance-rock di Cyndi Lauper del 1989) lanciò sia l'album che la campagna pubblicitaria di Dion con la casa automobilistica Chrysler. Il singolo ricevette un buon successo, tuttavia alcuni commentarono che la cantante stava cercando di compiacere i suoi sponsor. Bonita Stewart, direttrice di Chrysler Group Marketing Communications affermò che la "Chrysler è colpita da come il suo fascino superi le barriere culturali"; inoltre, "porta al marchio sofisticatezza, raffinatezza, romanticismo e passione". One Heart salì alla numero uno in mezzo mondo e vendette 5 milioni di copie nel mondo di cui 2 milioni negli USA, ma nessuno dei singoli estratti ebbe successo in America.

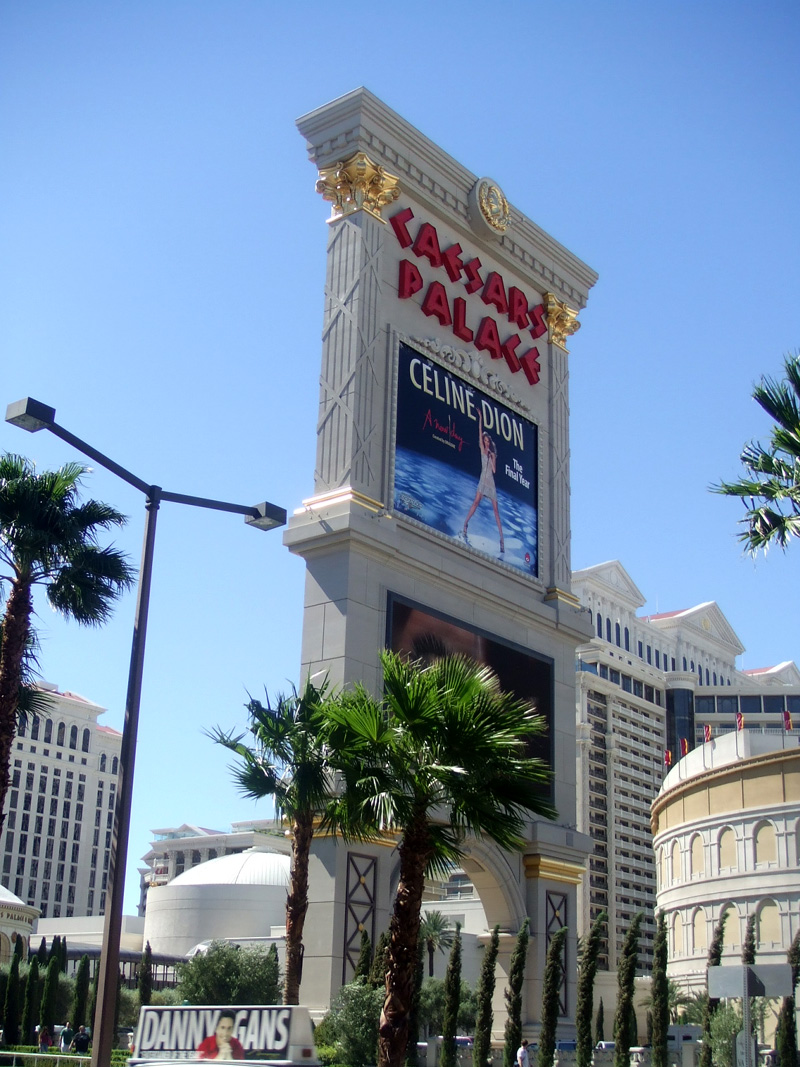
Il Caesars Palace all'epoca del residency A New Day...

Nel febbraio 2003 la cantante canadese si esibì in apertura del Super Bowl, cantando God Bless America.
Dal marzo 2003, in concomitanza all'uscita di One Heart, Céline Dion firmò un contratto di tre anni con il Caesars Palace di Las Vegas per esibirsi in uno show intitolato A New Day..., un'idea di Angélil, che decise di scommettere per l'ennesima volta sulla cantante. Questa scommessa prevedeva uno spettacolo in un teatro (The Colosseum at Caesars Palace) di 4000 posti concepito per Céline, presentandolo come sua residenza e svoltosi per cinque notti a settimana, per un minimo di quattro anni. Uno spettacolo tra ballerini ed effetti speciali diretto da Franco Dragone, il famoso creatore di 10 produzioni del Cirque du Soleil. Lo spettacolo, A New Day..., fu una rivoluzione che cambiò per sempre il volto della capitale dell'intrattenimento. La première si tenne il 25 marzo (il giorno dopo la pubblicazione di One Heart), mentre l'ultimo spettacolo si tenne 4 anni dopo, ovvero il 15 dicembre 2007, con oltre 700 spettacoli sold-out per 3 milioni di spettatori. Ciò permise ad Angélil di vincere la scommessa come quando decise di lanciare Céline sul mercato discografico.
Durante la sua residenza a Las Vegas, Céline in qualche modo trovò il tempo di pubblicare altri album come 1 fille & 4 tipes, l'album dal vivo A New Day... Live in Las Vegas, i concept album Miracle e D'elles, il best of On ne change pas e l'inedito Taking Chances
Il primo album francese dopo cinque anni dall'ultimo, 1 fille & 4 types, fu pubblicato il 13 ottobre 2003. Céline lavorò con i "quattro ragazzi" (4 types), Jean-Jacques Goldman, Gildas Arzel, Eric Benzi e Jacques Veneruso, con i quali aveva già lavorato ai suoi due album in francese di maggior successo (S'il suffisait d'aimer e D'eux), su un materiale quasi inedito per lei caratterizzato dalla musica country, pop e folk. Definito "l'album del piacere" dalla stessa Céline, la copertina del disco riporta la cantante in una posa semplice e rilassata, lontanissima dalle pose coreografate con cui era solita accompagnare le copertine dei suoi album, mostrando una Dion lontana dall'immagine di "diva".1 fille & 4 types fu lanciato da uno speciale televisivo trasmesso dal Caesars Palace di Las Vegas e riscosse grande successo nei Paesi francofoni e non solo: arrivò alla posizione numero 1 in Francia, Canada, Grecia e Belgio Vallonia. Fu certificato disco di platino in Belgio e Svizzera, e doppio disco di platino in Francia per aver venduto oltre 800 000 copie. Il critico Stephen Erlewine di AllMusic scrisse che la voce di Céline Dion era "tornata in cima al loro gioco" e che "stava tornando alle basi del pop e si esibiva a un livello sconosciuto da qualche anno".
Nel mese di settembre René Angelil annunciò l'estensione del contratto di Céline col Caesars Palace di Las Vegas per altri due anni, fino al dicembre 2007. Nel 2004 Céline fu inserita nella Hollywood Walk of Fame; la cantante dedicò la sua stella a suo padre, mancato un mese prima.
Il 14 giugno 2004 esce anche l'album dal vivo A New Day... Live in Las Vegas, registrato al Caesars Palace e raccoglie i brani interpretati durante lo show, tra cui anche delle nuove cover: I Wish di Stevie Wonder e Ammore annascunnuto di Mario Castiglia, prima interpretazione di Dion in lingua napoletana. L'album raggiunse la posizione numero 1 in Grecia e la numero 2 in Canada. Il disco contiene anche due inediti, tra i quali You and I canzone utilizzata come tema per la nuova campagna pubblicitaria della compagnia aerea Air Canada, e il 19 giugno 2007, la senatrice statunitense Hillary Clinton annunciò che You and I sarebbe stata la canzone della sua campagna elettorale 2008 per la candidatura al Partito Democratico per il presidente degli Stati Uniti.
Sempre nel 2004 esce Miracle, un progetto multimediale tra Dion e la fotografa australiana Anne Geddes incentrato sulla maternità. Oltre a un video, un album fotografico e un calendario, include un disco con brani originali scritti da David Foster e alcune cover di canzoni ispirate all'amore materno, come Beautiful Boy di John Lennon, uscito come singolo di lancio, Le loup, la biche et le chevalier di Henri Salvador e What a Wonderful World di Louis Armstrong. Miracle ricevette giudizi contrastanti: AllMusic scrisse: "Il peggio di quest'album è che non ci sono sorprese, ma sono gli ascoltatori di questo disco che non vogliono sorprese; vogliono serenità, proveniente da una forma di musica morbida o di foto artistiche di neonati, e Miracle le ha tutte e due, il che lo rende appetibile alle donne in attesa o alle neo-mamme tra il pubblico di Dion". Billboard magazine scrisse che il singolo Beautiful Boy era "una gemma inattesa" e definì Dion "un'artista senza tempo, enormemente versatile". People tuttavia considerò l'album troppo sentimentalistico, e Entertainment Weekly scrisse che "tutta la scena 'madre-terra' è una speculazione". L'album salì alla posizione numero 1 in Canada e in Belgio Vallonia, ed entrò nelle top 5 degli Stati Uniti, Francia e Paesi Bassi, ottenendo il disco di platino negli USA.
Sebbene questi album vendettero abbastanza bene, nessuno di essi raggiunse le altissime cifre di vendita o le recensioni entusiastiche del decennio precedente. L'album-raccolta The Collector's Series, Volume One (2000), e One Heart (2003) non ottennero lodi dalla critica. Le canzoni di Céline Dion cominciarono a ricevere meno trasmissione radiofonica dal momento che le radio diventarono meno interessate alle ballate (come anche le canzoni di Mariah Carey e Whitney Houston), e passavano sempre più pezzi up-tempo, urban e hip hop. Nonostante ciò, nel 2004 Céline Dion aveva venduto più di 175 milioni di album in tutto il mondo e ricevette un riconoscimento importante quanto raro, il Chopard Diamond Award ai World Music Awards. Secondo il sito ufficiale dei World Music Awards, il premio "non viene presentato ogni anno" e un artista può ricevere questo premio solo per aver venduto "oltre 100 milioni di album durante la propria carriera".
Il 30 settembre 2005, Céline Dion pubblica l'album On ne change pas, un greatest hits composto da due CD che contengono i suoi successi in francese, con l'aggiunta di quattro brani inediti: Tous les secrets, canzone utilizzata come tema nel film Asterix e i vichinghi, Ma Nouvelle-France, ed un duetto col gruppo pop operistico Il Divo, I Believe in You (Je crois en toi). Fra gli inediti c'è anche Je ne vous oublie pas, un brano che Dion dedicò ai suoi fan francofoni, che lamentarono la lontananza dell'artista, costantemente impegnata a Las Vegas, nonostante le molte partecipazioni nelle trasmissioni tv francesi, in cui duetta con importanti artisti francesi come Charles Aznavour e Johnny Hallyday. Nell'album figura anche il duetto con Garou, Sous le vent. L'album arrivò alla posizione numero uno in Francia e Belgio Vallonia, e venne certificato triplo platino in Canada e Francia.
Nel 2006 la cantante festeggia il 500º show a Las Vegas, e a dicembre conclude le registrazioni del suo ultimo album in francese, che il 14 febbraio 2007 viene presentato alle radio francesi Et S'il N'en Restait Qu'une (Je Serais Celle-Là), primo singolo dell'album D'Elles, uscito il 18 maggio. Il titolo è uno spin-off dell'album del 1995 di Céline, D'eux ed è la versione femminile di quest'ultimo. L'album contiene 13 inediti, i cui testi sono stati realizzati da importanti autori francesi e quebecchesi, come Françoise Dorin, Christine Orban, Nina Bouraoui, Marie Laberge, Lise Payette, Denise Bombardier, Nathalie Nechtschein e Janette Bertrand. Fra i brani vi è anche La diva, un omaggio a Maria Callas. L'album debutta in prima posizione della classifica canadese, vendendo 72 200 copie nella sua prima settimana di pubblicazione. In Canada, l'album viene certificato doppio platino e nel primo mese aveva già venduto mezzo milione di copie in tutto il mondo. D'Elles ha raggiunto anche la numero 1 in Francia e Belgio. Il primo singolo Et s'il n'en restait qu'une (je serais celle-là) ha debuttato nella Top 5 della classifica francese dei singoli un mese prima.
Céline riuscì ad apparire anche agli Oscar il 25 febbraio 2007, per la quinta volta, esibendosi per il tributo a uno dei più grandi compositori di colonne sonore cinematografiche, l'italiano Ennio Morricone, insignito dell'Oscar alla carriera. Céline interpreta in anteprima mondiale I Knew I Loved You, canzone le cui parole sono state scritte su un tema tratto dal film C'era una volta in America. Il brano figura anche nel CD di tributo We All Love Ennio Morricone. Céline Dion è attualmente la cantante che si è esibita più volte sul palco degli Academy Awards. Nell'aprile dello stesso anno si esibisce durante uno speciale benefico di American Idol in un duetto virtuale con Elvis Presley su If I Can Dream.
Il 7 novembre 2007 esce Taking Chances, il nuovo album in inglese che vede il ritorno di Céline sul mercato discografico internazionale dal 2003, anno in cui fu pubblicato A New Day Has Come. L'album include vari generi musicali come il pop, l'R&B e il soft-rock, generati da produttori del calibro di Ne-Yo, Ben Moody (ex chitarrista degli Eurythmics), Linda Perry, Kara DioGuardi, John Shanks, Anders Bagge e Peer Astrom. Céline dichiarò: "Penso che questo album rappresenti un'evoluzione positiva nella mia carriera... Mi sento forte, forse un po' più forte di prima, e altrettanto appassionata di musica e vita come lo sono sempre stata". Taking Chances si è rivelato un buon successo di vendite, con 3,10 milioni di copie vendute nel mondo di cui 1,10 milioni solo negli Stati Uniti, nonostante le critiche tiepide e l'insuccesso dei singoli.
Il 4 novembre 2007,Céline viene onorata con il premio Legend Awards, a lei consegnato dal principe Alberto II di Monaco, ai World Music Awards.
Il 15 dicembre 2007 si chiude, dopo quasi 5 anni, il sipario di A new day.... Il DVD relativo allo show a Las Vegas esce a inizio dicembre 2007. Lo spettacolo fu ben accolto dal pubblico, nonostante il costo esagerato dei biglietti; venduti regolarmente fino alla fine del 2007 e rendendo ogni show tutto esaurito. I prezzi dei biglietti si aggiravano intorno ai 135 dollari americani. Secondo Pollstar, Dion ha venduto 322.000 biglietti e incassato 43,9 milioni di dollari americani nel primo semestre del 2005, e nel luglio 2005 aveva venduto 315 biglietti dei 384 spettacoli. Entro la fine del 2005, Dion incassò più di 76 milioni di dollari, collocandosi al sesto posto nella classifica Money Maker di Billboard del 2005. A New Day... è stato il sesto tour più venduto negli Stati Uniti nel 2006. Grazie al successo dello show, il contratto di Dion fu esteso fino al 2007 per una somma non rivelata. Il 5 gennaio 2007 fu annunciato che lo spettacolo si sarebbe concluso il 15 dicembre 2007, con biglietti, per il periodo successivo all'ottobre 2007, che sarebbero stati messi in vendita dal 1º marzo. Secondo Billboard, A New Day... è lo spettacolo di maggior successo di tutti i tempi, che ha incassato oltre 385 milioni di dollari (444,69 milioni di dollari nel 2016) e che ha portato quasi 3 milioni di persone in 717 spettacoli. Il DVD Live in Las Vegas: A New Day... uscì tra il 7 e 10 dicembre 2007 in Europa, l'11 dicembre in Nord America, il 15 dicembre in Australia e il 19 dicembre in Giappone.

### 2008-2010: ilTaking Chances World Toure la nascita dei gemelli

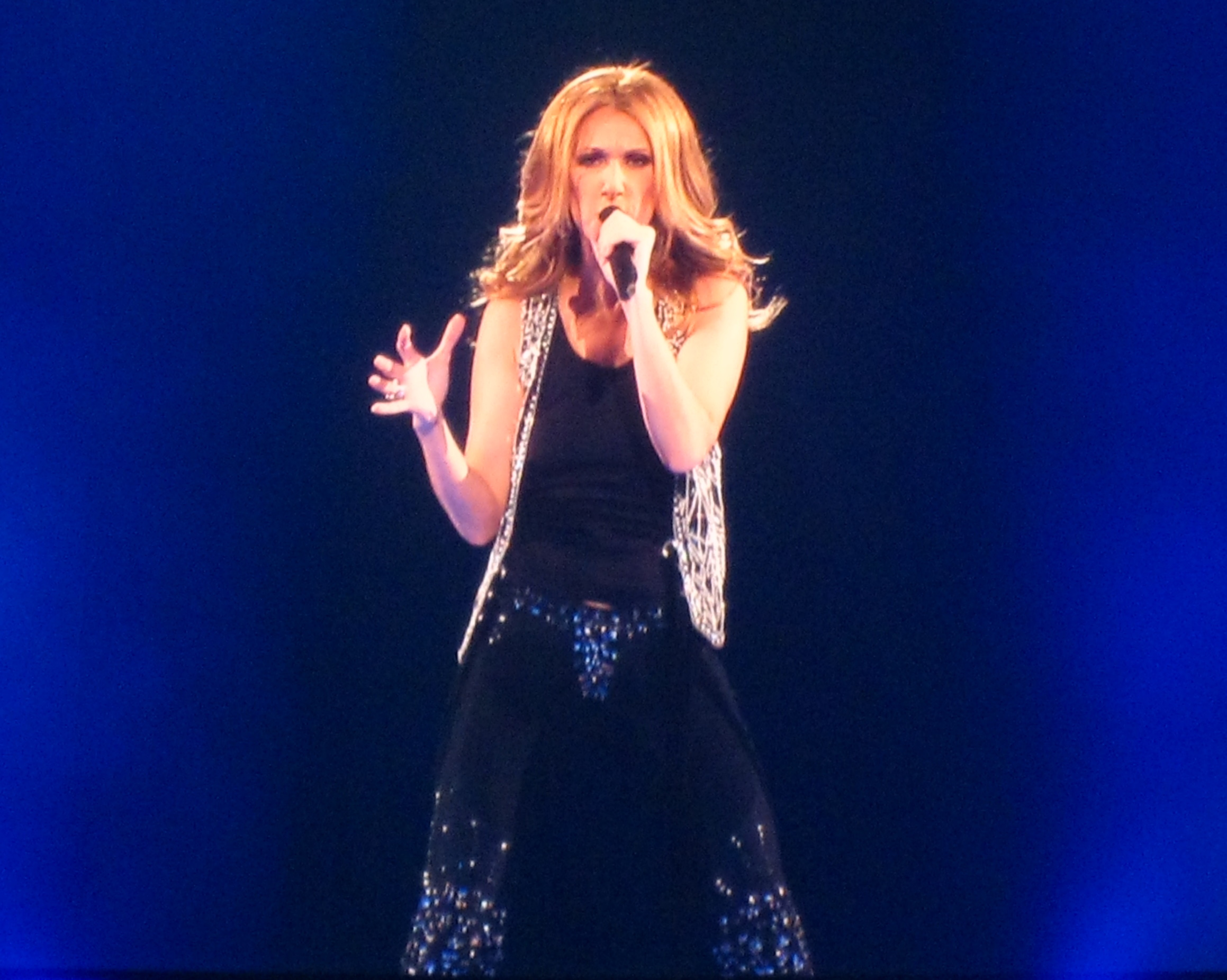
Céline Dion in tour nel 2008

Con il suo addio a Las Vegas, Céline si imbarcò di nuovo alla conquista globale. Il suo tour fu inaugurato il 14 febbraio 2008 in Sudafrica, poi attraversò l'Asia, l'Australia, l'Europa, il Canada e gli Stati Uniti. In totale arrivò in 5 continenti, 23 paesi, 93 città, esibendosi di fronte a 3 milioni di spettatori, per un totale di 132 spettacoli in stadi e arene. Questo fu il secondo tour più redditizio del Nord America nel 2008.
Il Taking Chances Tour è stato un grande successo in Nord America, raggiungendo il primo posto nel Billboard Boxscore, avendo esaurito tutti i concerti negli Stati Uniti e in Canada. Inoltre, la cantante è apparsa su Idol Gives Back per il secondo anno consecutivo. Dion fu nominata in sei categorie ai Juno Award nel 2008, aggiunte alle sue altre 53 precedenti nomination (un record assoluto). Le categorie in cui fu candidata sono: Artista dell’anno, Album pop dell'anno (per Taking Chances), Album francofono dell'anno (per D'elles), Album dell'anno (sia per Taking Chances che per D'elles) e Fan Choice Award. L'anno seguente, Céline fu nominata nuovamente ai Juno Award nelle categorie: Fan Choice Award, Canzone dell’anno (per Taking Chances) e DVD musicale dell'anno (per Live in Las Vegas - A New Day...).
Durante le tappe parigine del tour, dal 19 maggio al 24 maggio 2008, le viene conferito all'Eliseo, dal presidente francese Nicolas Sarkozy, l'Ordine nazionale della Legione d'Onore, nominata "Chevalier de la Légion d'honneur" per i suoi meriti e contributi in Francia.
Il 22 agosto 2008, Céline Dion presenta un concerto gratuito all'aperto, chiamato Céline sur les Plaines, per lo più in francese, sulle Plaines d'Abraham a Québec City, in Canada, per il 400º anniversario della città di Québec. Duetta con ospiti speciali, ma soprattutto, con uno dei suoi idoli da sempre, Ginette Reno, davanti a 250.000 spettatori. Il concerto,  registrato il 22 agosto uscì nel DVD Céline sur les Plaines, l'11 novembre 2008. Alla fine di ottobre 2008, viene pubblicato in tutto il mondo una raccolta di grandi successi in lingua inglese, My Love: Essential Collection.
Nel maggio 2009, Dion viene nominata la ventesima artista più venduta del decennio e la seconda artista più venduta del decennio negli Stati Uniti, vendendo circa 17,57 milioni di copie dei suoi album dal 2000. Nel giugno 2009, Forbes riferisce che Céline Dion ha guadagnato $ 100 milioni nel 2008. Nel dicembre 2009, Pollstar annuncia che il Taking Chances Tour è stato il tour da solista con più guadagno del decennio e il secondo tour più venduto del decennio, dietro solo ai Dave Matthews Band. Céline Dion ha incassato $ 522,2 milioni durante il decennio; gran parte della somma derivan dalla residenza quinquennale al Caesars Palace, con lo spettacolo A New Day....
Il 17 febbraio 2010, Céline pubblica nelle sale cinematografiche un documentario sul suo Taking Chances Tour, intitolato, Celine: Through the Eyes of the World. Il documentario mostra filmati di Dion sia dietro le quinte che sul palcoscenico e anche immagini che la mostrano insieme alla sua famiglia durante il giro del mondo. Il film è stato distribuito dalla filiale di Sony Pictures, Hot Ticket, successivamente venne pubblicato su Blu-ray e DVD, il 29 aprile 2010 in Australia e il maggio seguente, nel resto del mondo. Il DVD raggiunse il primo posto nelle classifiche di Canada, Belgio e Regno Unito e ottenne il disco d'oro in Australia e Stati Uniti, il disco di platino in Francia e due dischi di diamante in Canada. Contemporaneamente venne pubblicato il DVD/CD, Taking Chances World Tour: The Concert, sia in inglese che in francese (Tournée mondiale Taking Chances: le spectacle).
Alla 52º cerimonia dei Grammy Award, nel febbraio 2010, Céline Dion si unisce a Carrie Underwood, Usher, Jennifer Hudson e Smokey Robinson per eseguire la canzone Earth Song, per il tributo a Michael Jackson. In seguito al terremoto che ha colpito Haiti, Céline ha partecipato assieme a molti altri artisti al progetto di Quincy Jones, We Are the World 25 for Haiti, interpretando la parte del brano originariamente interpretata da Cyndi Lauper.
Nel gennaio 2010, The Los Angeles Times ha presentato la sua lista annuale dei primi dieci maggiori guadagni dell'anno, rivelando che Dion ha conquistato il primo posto per l'intero decennio, con $ 747,9 milioni di entrate totali dal 2000 al 2009. Il maggior vantaggio proviene dalle vendite di biglietti dei tour, per un totale di $ 522,2 milioni. Inoltre, Céline Dion è stata nominata Artista del decennio nella sua provincia originaria del Québec, in Canada, annunciata dal quotidiano di Montréal, Le Journal de Québec, nel dicembre 2009. Un sondaggio online pubblico, chiese ai rispondenti di votare per chi ritenessero, meritasse il suddetto riconoscimento.
Inoltre, in un sondaggio della Harris Insights & Analytics del maggio 2010, Dion è stata nominata, l'artista più popolare negli Stati Uniti, davanti agli U2, Elvis Presley e The Beatles, considerando il sesso, le affiliazioni politiche, la regione geografica di residenza e il reddito. In particolare, Dion era l'artista più popolare nella categoria demografica femminile, nonché tra tutti i democratici, quelli che vivono negli Stati Uniti orientali e negli Stati Uniti meridionali, e quelli che hanno redditi tra $ 35.000 e $ 74,900.
Nel settembre 2010, Céline Dion pubblics il singolo Voler, un duetto con il cantante francese Michel Sardou. La canzone fu in seguito inclusa nell'album di Sardou, Être une femme 2010. Inoltre, è stato annunciato nell'ottobre 2010 che Céline Dion ha scritto e composto una nuova canzone per il cantante canadese Marc Dupré dal titolo Entre deux mondes.
Il 23 ottobre 2010, Céline Dion dà alla luce due gemelli: Nelson ed Eddy.

### 2011-2017: il ritorno a Las Vegas e la perdita del marito René
Il 5 marzo 2011 a Las Vegas, vengono battezzati i due gemellini, solo 10 giorni prima dell'attesissimo ritorno al Caesars Palace.
In un'intervista alla rivista People, pubblicata nel febbraio 2010, Céline Dion annunciò che sarebbe tornata al Caesars Palace di Las Vegas per lo spettacolo, Céline, una residenza, secondo contratto, di tre anni per settanta spettacoli all'anno, a partire dal 15 marzo 2011. Dichiarò: "Lo spettacolo includerà tutte le canzoni del mio repertorio che la gente vuole sentire e conterrà una selezione dei classici dei film di Hollywood."
Per promuovere il suo ritorno a Las Vegas, Dion apparve a The Oprah Winfrey Show il 21 febbraio, durante l'ultima stagione del programma, segnando il record per la sua ventisettesima apparizione. Inoltre, per la sesta volta in assoluto, Céline Dion si esibisce durante il Courage World Tourll'83ª edizione degli Academy Award, dove si esibisce nella canzone di Charlie Chaplin, Smile, durante l'annuale omaggio, In Memoriam, in onore delle grandi stelle del cinema, scomparse nell'ultimo anno.
Il 4 settembre, la cantante appare al MDA Labor Telethon Event del 2011 e attua una performance pre-registrata di Open Arms, tratto dal suo nuovo show di Las Vegas. Il 1º ottobre 2011, la rete OWN presenta in anteprima un documentario sulla vita di Céline, che descrive il periodo prima, durante e dopo la gravidanza, fino alla realizzazione del suo nuovo show di Las Vegas, intitolato Céline: 3 Boys and a New Show. Il documentario diventa il secondo spettacolo più votato in TV OWN Canada. A ottobre FlightNetwork conduce un sondaggio chiedendo a 780 partecipanti con quale celebrità preferirebbe sedersi accanto in un aereo. Dion è stata la più votata, con il 23,7% dei voti. Inoltre, a settembre, la cantante pubblica il 14ºprofumo della sua collezione Céline Dion Parfums, chiamata Signature. Il 15 settembre, Céline Dion si esibisce al concerto gratuito del tenore di fama mondiale, Andrea Bocelli, a Central Park, a New York, duettando in The Prayer. Nel 2012, si esibisce al 16ºFestival di Jazz ande Blues Festival in Giamaica.
Nell'ottobre del 2012, la Sony Music Entertainment pubblica The Best of Celine Dion e David Foster in Asia. Dion inizia a registrare nuove canzoni per i suoi prossimi album in inglese e francese tra aprile e maggio 2012. L'album in lingua francese, Sans attendre, pubblicato il 2 novembre 2012, è stato un grande successo in tutti i paesi francofoni, specialmente in Francia, anche grazie alla presenza di icone come Johnny Hallyday, Jean-Pierre Ferland ed Henri Salvador. L'album, certificato disco di diamante in Francia, è stato il più venduto dell'anno in Québec.

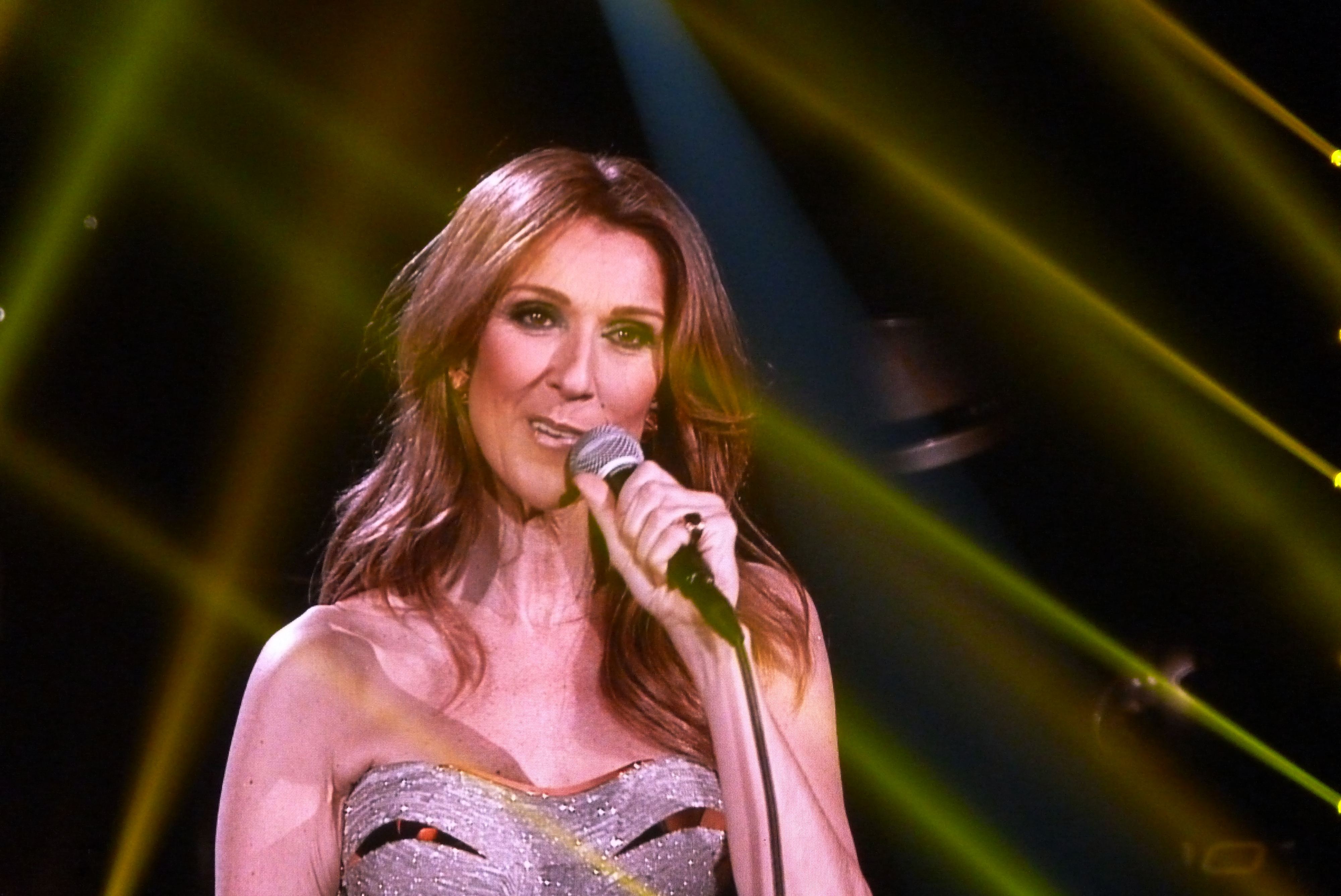
Céline Dion nel 2013

L'album in lingua inglese invece è stato posticipato al 1º novembre 2013, intitolato Loved Me Back to Life, attesissimo da tutti i suoi fan in tutto il mondo. Include collaborazioni con un eccezionale team di cantautori e produttori, come Ne-Yo e Stevie Wonder. Il singolo apripista, Loved Me Back to Life è stato pubblicato il 3 settembre 2013. Nel novembre successivo la cantante intraprende il tour europeo per promuovere il disco Sans attendre esibendosi in Belgio e in Francia. Breakaway, Incredible e Water and a Flame sono stati scelti come singoli successivi per la promozione dell'ultimo lavoro in lingua inglese, portando il disco al primo posto nelle classifiche iTunes in 44 paesi e raggiungendo la seconda posizione della Billboard Top 200. Il video musicale di Incredible è stato caricato sul canale Vevo ufficiale di Céline Dion all'inizio di giugno 2014. Il 16 maggio, Céline pubblica un cofanetto di tre dischi (2CD / DVD e 2CD / Blu-ray) intitolato Céline Une seule fois / Live 2013, che raggiunge la top ten delle classifiche francesi, canadesi, belghe e svizzere.
Il 13 agosto 2014, Céline Dion annuncia il rinvio a tempo indeterminato di tutte le sue attività di spettacolo, compresa la residenza di Céline a Las Vegas, e la cancellazione del suo tour in Asia, a causa del peggioramento della salute del marito, dopo essersi sottoposto alla rimozione di un tumore nel dicembre 2013. Alla fine del 2013, René nominò manager di Céline Aldo Giampaolo, un veterano dello spettacolo che aveva lavorato con la leggendaria squadra di hockey del Montréal Canadiens, con l'innovativa organizzazione del Cirque du Soleil e con l'impero mediatico del Québecor. Dopo aver trascorso alcuni mesi al capezzale di René, il suo amato marito le chiese di volerla rivedere sul palco, così Céline riprese la serie di concerti al Caesars Palace. Il 20 marzo 2015, Dion annuncia che tornerà al Caesars Palace a fine agosto 2015. Il 14 gennaio 2016, ri-annullerà il resto delle esibizioni a causa della morte di suo marito e due giorni dopo di quella di suo fratello Daniel. Riprenderà ad esibirsi il 23 febbraio per un teatro tutto esaurito, ottenendo recensioni entusiastiche.
Nell'ottobre 2015 Céline annuncia sui social media che ha iniziato a lavorare ad un nuovo album francese, pubblicando una foto a fianco della cantante algerina Zaho. Il singolo francese di Dion, Encore un soir, scritto da Jean-Jacques Goldman come omaggio a René, è stato pubblicato il 24 maggio 2016, balzando al primo posto in ogni classifica dei paesi francofoni. Il 20 maggio pubblica una cover della canzone dei Queen, The Show Must Go On, con Lindsey Stirling al violino. Dion esegue il brano ai Billboard Music Award del 2016, il 22 maggio dove riceve il Billboard Icon Award (presentato da suo figlio, René-Charles Angelil) in riconoscimento della sua carriera di oltre trent'anni.
Il nuovo album francese della cantante, Encore un soir, viene pubblicato il 26 agosto 2016 ed è composto da quindici tracce eseguite in francese e, secondo la cantante, sono stati scelti i testi più edificanti. Encore un soir ha scalato le classifiche di Francia, Canada, Belgio e Svizzera, vendendo oltre un milione e mezzo di copie ed è stato certificato diamante in Francia, doppio platino in Canada e platino in Belgio e Svizzera.
Nel 2016 e nel 2017, Dion ha intrapreso due tournée di concerti sold-out in Europa e Canada. Il 9 settembre 2016 pubblica Recovering, una canzone scritta per lei da Pink dopo la morte di René Angélil. Céline inoltre registra How Does a Moment Last Forever per la colonna sonora del remake live action, La bella e la bestia, pubblicato a marzo 2017. Il 21 luglio viene pubblicata una nuova raccolta di successi francofoni, Un peu de nous, che supera la classifica francese, ottenendo il disco d'oro.
Dopo 35 anni come artista performante e discografica, Céline Dion è diventata una leggenda della musica popolare, una delle voci più potenti e toccanti mai ascoltate. Secondo un sondaggio condotto dalla società di ricerche di mercato internazionale YouGov, è la sesta donna più ammirata del pianeta. Il 3 maggio 2018 pubblica Ashes per la colonna sonora del film Deadpool 2.

### 2019-2020: l'albumCouragee ilCourage World Tour
Céline Dion nel 2019 ha annunciato la pubblicazione di un nuovo album, Courage, dopo l'ultimo suo capolavoro francofono Encore un soir del 2016. Quest'ultimo è diventato il dodicesimo album in lingua inglese della cantante, ed è stato pubblicato dalla Sony Music il 15 novembre 2019. Il 3 aprile 2019, Dion ha annunciato anche un nuovo tour, il Courage World Tour 2019/2020, che prende il nome dall'ultimo album, con il suo inizio a Québec City, in Canada, il 18 settembre 2019. È il suo primo tour nordamericano dopo più di 10 anni. L’artista ha spiegato che il titolo si riferisce alla capacità di tenere duro e affrontare le difficoltà della vita, riferendosi chiaramente alla sua esperienza personale. Céline, infatti, nel 2016 ha perso il marito René Angélil, con cui era sposata da vent'anni, e pochi giorni dopo anche il fratello. Rapportarsi con una lunga malattia incurabile, le ha dato la forza di andare avanti: “Tutti noi attraversiamo molte situazioni nel corso della vita. Io credo di averne viste tante. Ma la vita mi ha dato gli strumenti per trovare il coraggio necessario ad affrontarle”.
Dopo aver spiegato che con il suo nuovo lavoro avrebbe esplorato musicalmente nuovi generi (ma ha scherzato affermando che non si stava dando all’heavy metal), la cantante ha detto che la sua più grande difficoltà è stata scegliere quali canzoni inserire nell'album, visto che ne aveva circa 48 e l’etichetta ne voleva solo 12. Ha poi detto: “Sarò la Céline che conoscete, Céline a 51 anni, la Céline con i produttori e autori con cui ha sempre lavorato e con nuovi anche. Il sound sarà un po’ diverso e la musica cambierà ma sarò sempre chi sono”.
Dion ha annunciato il tour anche in un video intitolato "Ciao for now Las Vegas", pubblicato il 4 aprile 2019 sul canale ufficiale di YouTube della cantante. Il 5 aprile 2019, su Jimmy Kimmel Live!, Céline ha promosso il suo tour imminente, ha cantato poche righe dalla canzone "Courage" ed ha eseguito Ashes, My Heart Will Go On e I'm Alive.
Il 7 giugno 2019, Dion ha debuttato, nel suo residency show di Las Vegas, la canzone "Flying On My Own", il primo singolo, tratto dall'album, che è uscito il 28 giugno. Il filmato della performance è stato pubblicato il giorno dopo sul canale ufficiale YouTube dell'artista (8 giugno), mentre il video con il testo della canzone è stato pubblicato il 28 giugno. Con la presentazione del suo nuovo singolo, Céline ha terminato la sua residency show di Las Vegas dopo ben 16 anni.

### 2020-2023: la pandemia, la malattia e il debutto cinematografico
Causa COVID-19, tutte le date del Courage World Tour sono state rinviate. In occasione del 25º anniversario dell'album francese D'Eux, sono stati pubblicati, sul canale Youtube ufficiale della cantante, alcuni video live tratti dal Live à Paris. È ricorso anche il decimo anniversario della pubblicazione del DVD del Taking Chances World Tour: The Concert con la pubblicazione, sul canale Youtube ufficiale, dei video tratti dal DVD. Il 18 aprile 2020, durante il One World: Together At Home, Céline Dion, da casa, si è esibita in The Prayer, insieme ad altri artisti quali Andrea Bocelli, Lady Gaga, John Legend e il pianista Lang Lang. Nel maggio dello stesso anno, insieme ad artisti francofoni come Lara Fabian, Jean-Pierre Ferland, Ginette Reno e tanti altri, si esibisce in Une chance qu'on s'a. Il 26 novembre 2020 prende parte al Nurse Heroes Live! cantando Smile con Andrea Bocelli, Stevie Wonder, Carole King, Gloria Estefan, Josh Groban, David Foster e altri.
Il 2021 è l'anno che segna il 25º anniversario dell'iconico album Falling Into You. Per l'occasione, sono stati rimasterizzati i video ufficiali di All By Myself, It's All Coming Back To Me Now, Falling Into You e Sola otra vez e sono stati pubblicati alcuni video inediti. Il 22 aprile 2021, insieme a Katy Perry, Carrie Underwood, Luke Bryan, Tiësto e Zedd, annuncia la sua nuova residency a Las Vegas nel nuovo Resort, inaugurato il 24 giugno. Successivamente, il 12 maggio 2021, annuncia che la sua residency sarebbe iniziata il 5 novembre e avrebbe contato 10 date. Nel maggio 2021, a 3 anni esatti dalla pubblicazione del singolo Ashes, il video ufficiale di quest'ultimo raggiunge 100 milioni di visualizzazioni. L'8 maggio 2021 riceve il Dottorato Onorario dal Berklee College of Music. Il 19 ottobre 2021, tramite un messaggio sui social, annuncia la sua impossibilità a partecipare alla nuova residency a causa di problemi di salute.
Il 16 gennaio 2022, tramite i social, annuncia la cancellazione delle restanti date nordamericane del Courage World Tour, a causa di "persistenti spasmi muscolari". Il 29 aprile 2022, con un videomessaggio sui social, la cantante è costretta a rimandare ulteriormente le date europee del tour previste per il 2022 al 2023, sempre a causa dei problemi di salute che non le permettono di essere in forma per salire sul palco. Nel maggio 2022, Céline, con l'aiuto dei suoi figli, ha progettato e decorato una statua di piccolo di elefante a grandezza naturale per l'installazione artistica di "Elephant Parade" al Resorts World Las Vegas. L'esposizione mira a sensibilizzare e sostenere i progetti di benessere e conservazione degli elefanti. Celine ha chiamato il suo elefante "Namaste". A luglio 2022 viene annunciato che la cantante prenderà parte all'album "L’Héritage Goldman - Vol. 2 ", il secondo volume di una raccolta di cover di Jean-Jacques Goldman. A settembre dello stesso anno viene svelato che la canzone sarà "La mémoire d'Abraham" (già presente nell'album della cantante "D'eux" del 1995) in una nuova versione celtica. A novembre 2022, dopo un annuncio tramite i suoi social, sono usciti il vinile (in edizione limitata) dell'album "These are special times" e il vinile per il 25º anniversario dell'album "Let's talk about love"
L'8 dicembre 2022, tramite un messaggio dei social, annuncia che le è stata diagnosticata la sindrome della persona rigida, una rara malattia neurologica, che le provoca spasmi in tutto il corpo impedendole di camminare e utilizzare le corde vocali come vorrebbe. Per questo motivo, rimanda l'imminente tour europeo del 2023 al 2024, cancella 8 show estivi, mantenendo, però, gli show da agosto a ottobre 2023 come da calendario.
Dopo averne annunciato con un trailer l'uscita, il 13 aprile 2022 la cantante pubblica il primo di cinque brani inediti per la colonna sonora del film "Love Again", dove Céline debutta con il suo primo ruolo da attrice interpretando se stessa. La title-track della colonna sonora, "Love Again", scritta da Dan Wilson e Rosaileen Scher e prodotta da Wilson, è uscita su tutte le piattaforme; è stato inoltre diffuso anche un lyric video che ha raggiunto un milione di visualizzazioni in 3 giorni sul canale YouTube ufficiale della cantante. Il film è stato successivamente distribuito nelle sale statunitensi dal 5 maggio 2023, e dall'11 maggio anche in quelle italiane.
Il 26 maggio 2023, a tre mesi dalla ripresa della tournée europea, la cantante annuncia tramite un comunicato ufficiale che è costretta a cancellare definitivamente tutte le date restanti del tour a causa della rara malattia neurologica che le impedisce di esibirsi come vorrebbe. Il 30 ottobre 2023, Céline ha fatto la sua prima apparizione pubblica dopo anni, accompagnata dai figli René Charles, Eddy e Nelson, alla partita dei Montreal Canadiens contro i Vegas Golden Knights a Las Vegas.

### 2024-presente: il ritorno in pubblico e il nuovo documentario
Il 30 gennaio 2024, tramite un post sui suoi social, viene annunciata l'uscita del film-docu sulla sua vita e carriera Io sono Celine Dion prevista sulla piattaforma Prime Video a seguito dell'acquisizione dei diritti da parte di Amazon MGM Studios. Il documentario, diretto dalla regista premio Oscar Irene Taylor, seguirà anche la battaglia della cantante a seguito della diagnosi di SPS.
"Questi ultimi due anni sono stati una vera sfida per me, il viaggio dalla scoperta della mia condizione all'imparare a conviverci e gestirla, ma senza lasciare che mi definisca. Mentre la strada per riprendere la mia carriera da artista continua, mi sono resa conto di quanto mi è mancato poter vedere i miei fan. Durante questa assenza, ho deciso di voler documentare questa parte della mia vita, per cercare di aumentare la consapevolezza su questa condizione poco conosciuta e per aiutare altri che condividono questa diagnosi” (Celine Dion)
In occasione della 66ª edizione dei Grammy Awards (tenutasi il 4 febbraio 2024 a Los Angeles), la cantante si è presentata a sorpresa sul palco accompagnata dal figlio René-Charles per consegnare l'ultimo premio della serata, ovvero "Album dell'anno"', a Taylor Swift. Céline Dion ha espresso la sua gratitudine per essere lì quella sera e di non dare mai per scontato l'amore che la musica porta nel mondo.
Il 23 aprile 2024, Vogue Francia rivela che la cantante sarebbe stata la star in copertina del numero di maggio. Nell'intervista, che accompagna il servizio fotografico in cui posa con abiti del suo stilista Law Roach, la cantante ha raccontato questo momento della sua vita, caratterizzato dalla lotta per tornare a una sorta di normalità ai sogni per il futuro, tra i quali c'è la volontà di tornare a cantare per il suo pubblico che non ha smesso di aspettarla.
Il 23 maggio 2024, Amazon MGM Studios ha diffuso il trailer del documentario Io sono Céline Dion in uscita su Prime Video dal 25 giugno.
In attesa dell'uscita del documentario Céline Dion ha rilasciato diverse interviste (per la prima volta dopo anni), in particolare quella esclusiva a Hoda Kobt per NBC in cui rivela della sua battaglia contro la malattia iniziata dai primi spasmi nel 2008 durante il Taking Chances World Tour fino alla diagnosi nel 2022 e come abbia affrontato la situazione per portare avanti la sua carriera.
Il 26 luglio 2024, dopo diverse speculazioni nei mesi precedenti, si esibisce nella cerimonia di apertura delle Olimpiadi di Parigi interpretando, dall'alto della Torre Eiffel, il brano "Hymne à l'amour" (originariamente interpretato da Édith Piaf) ricevendo il plauso da tutto il mondo per l'esibizione e il messaggio di speranza lanciato dopo gli anni di lotta contro la malattia.

## Vita privata

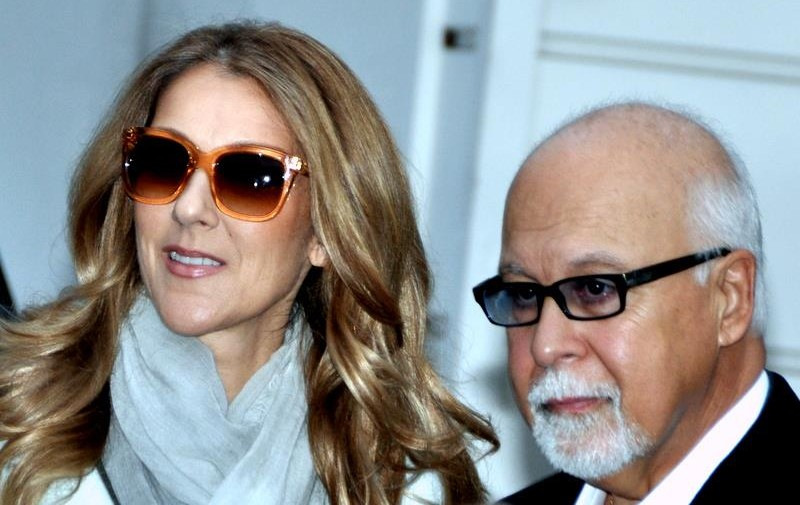
Céline Dion e René Angélil

Céline Dion risiede a Henderson, in Nevada. Ha una villa in Florida, nella quale si trova la sua collezione di scarpe: almeno 10.000 paia, anche se la cantante negli anni ne ha regalate diverse. 
Ha incontrato René Angélil nel 1980, quando lei aveva 12 anni e lui 38, dopo che suo fratello, Michel Dondalinger Dion, gli aveva mandato una registrazione dimostrativa di Ce n'était qu'un rêve. Hanno iniziato una relazione nel 1987 e si sono fidanzati nel 1991. Si sono sposati il 17 dicembre 1994, nella Basilica di Notre-Dame a Montréal, nel Quebec. Il 5 gennaio 2000, Dion e Angélil hanno rinnovato i loro voti nuziali a Las Vegas.
Nel maggio 2000, la cantante ha avuto due operazioni per la fertilità, in una clinica di New York, per migliorare le sue possibilità di concepimento, dopo aver deciso di utilizzare la fecondazione in vitro a causa di anni di falliti tentativi di concepire. Il loro primo figlio, René-Charles Angelil, è nato il 25 gennaio 2001. Nel maggio 2010, Angélil annunciò che Céline era incinta di 14 settimane di due gemelli dopo un trattamento di fecondazione in vitro. Il 23 ottobre 2010 Céline Dion diede alla luce due gemelli tramite parto cesareo. I gemelli si chiamano Eddy, come il cantautore francese preferito di Dion, Eddy Marnay, che aveva anche prodotto i primi cinque album di Dion, e Nelson, come l'ex presidente sudafricano Nelson Mandela.
Il 14 gennaio 2016 René Angélil muore a causa di complicazioni di un tumore faringeo, contro cui lottava dal 1998. Due giorni dopo, il fratello di Céline Dion, Daniel Dion, ottavo figlio di Thérèse e di Adhémar Dion, decede all'età di 59 anni, anche lui a causa di un cancro che l'aveva colpito alla gola, alla lingua ed al cervello.
Il 17 gennaio 2020, la madre della cantante, Thérèse Dion (nota in Canada anche come Maman Dion), muore dopo una lunga malattia mentre Céline è impegnata nel Courage World Tour. Come omaggio, la cantante le dedica una performance di Over the Rainbow alla fine del concerto a Miami, la sera stessa della morte della madre.
L'8 dicembre 2022 rivela, attraverso un video diffuso sui suoi canali social media, che le è stata diagnosticata la sindrome dell'uomo rigido, di cui soffriva già da diciassette anni. La malattia le ha causato notevoli difficoltà, costringendola spesso a spostare o cancellare esibizioni dal vivo.

## Stile ed eredità artistica

### Influenze
Céline Dion ha citato come fonti di ispirazione artisti quali Aretha Franklin, Whitney Houston, Charles Aznavour, Michael Jackson, Carole King, Anne Murray, Barbra Streisand e i Bee Gees, con i quali collaborerà durante la sua carriera artistica. La sua musica è stata influenzata da numerosi generi, tra cui pop, rock, gospel, R&B e soul. I suoi testi si concentrano su temi di povertà, fame nel mondo e spiritualità, con un'enfasi sull'amore e sul romanticismo. Dopo la nascita del suo primogenito, il suo lavoro si focalizzò sempre più sull'amore materno.

### Stile musicale
Céline Dion ha spesso ricevuto commenti duri dalla critica, che afferma che la sua musica spesso si ritira dietro le convenzioni pop e soul, ed è caratterizzata da un eccessivo sentimentalismo. Secondo Keith Harris della rivista Rolling Stone, "il sentimentalismo [di Dion] è pomposo e provocatorio piuttosto che modesto e riservato... [lei] sta alla fine della catena di devoluzione drastica che va da Aretha-Whitney-Mariah. Un'aberrazione, Dion è il simbolo di una certa tipologia di sensibilità pop". I lavori francofoni di Dion, al contrario, tendono ad essere più profondi e più vari delle sue pubblicazioni in inglese, e conseguentemente hanno ottenuto maggiore credibilità.
I critici hanno affermato che il coinvolgimento di Céline Dion, nell'aspetto produttivo della sua musica, è fondamentalmente carente, il che il suo lavoro risulta eccessivamente prodotto e impersonale. Tuttavia, provenendo da una famiglia in cui tutti i suoi fratelli erano musicisti, si dilettava nell'imparare a suonare strumenti come il piano e la chitarra, e si esercitava con una Fender Stratocaster durante le sessioni di registrazione del suo album, Falling Into You.
Occasionalmente, Dion ha contribuito alla scrittura di una manciata di sue canzoni inglesi e francesi, oltre a scrivere alcune canzoni per altri artisti come Marc Dupre. Inoltre, man mano che la sua carriera progrediva, si ritrovò a occuparsi della produzione dei suoi album. Nel suo primo album in inglese, registrato prima di avere una ferma padronanza della lingua, Céline ha espresso disapprovazione, che avrebbe potuto essere evitata se avesse assunto un input più creativo. Quando pubblicò il suo secondo album inglese, Céline Dion, la cantante aveva assunto un maggiore controllo sul processo di produzione e registrazione, sperando di dissipare le precedenti critiche. Dichiarò: "Nel secondo album ho detto, 'Bene, ho la scelta di avere paura un'altra volta e di non essere felice al 100%, o di non avere paura e di far parte di questo album.' Questo è il mio album." Oltre ai suoi contributi ad alcuni dei suoi primi album francesi, Dion scrisse alcune delle canzoni di Let's Talk About Love (1997) e di These Are Special Times (1998).
Céline Dion è spesso oggetto di ridicolo dei media e della parodia ed è frequentemente impersonata in spettacoli come MADtv, Saturday Night Live, South Park, Royal Canadian Air Farce e This Hour Has 22 Minutes, per il suo forte accento e gesticolazioni sul palco. Tuttavia, Dion ha dichiarato di non essere influenzata dai commenti, ed è lusingata dal fatto che le persone prendano il tempo necessario per imitarla. Ha anche invitato Ana Gasteyer, che imita la cantante su SNL, per apparire sul palco durante una delle sue esibizioni a New York. Mentre è raramente politicamente schietta, nel 2005 dopo il disastro dell'uragano Katrina, Céline è apparsa su Larry King Live e ha criticato in lacrime la lenta risposta del governo degli Stati Uniti nell'aiutare le vittime dell'uragano: "C'è ancora gente che aspetta di essere salvata. Non è accettabile... come può essere così facile inviare aerei in un altro paese per uccidere tutti in un secondo e distruggere vite. Dobbiamo servire il nostro paese ". Dopo il suo colloquio, dichiarò:" Quando faccio interviste a Larry King o ai grandi programmi televisivi del genere, ti mettono sul punto, il che è molto difficile, di dire la tua opinione, ma sono una cantante, non sono un politico."

### Voce e timbro
La voce di Céline Dion è spesso considerata una delle voci più potenti della musica pop. Secondo Linda Lister in Divafication: The Deification of Modern Female Pop Stars, è stata descritta come una "Regina del Pop" regnante, per la sua influenza sull'industria discografica negli anni '90, insieme ad altre intrattenitrici femminili, tra cui Whitney Houston e Mariah Carey. Nelle "22 Greatest Voices in Music" di Blender Magazine e MTV, è stata classificata al nono posto (sesto per una donna), ed è stata classificata, anche nella lista di Cover Magazine, al quarto posto dei "100 migliori cantanti pop". Dion viene spesso paragonata a Mariah Carey e Whitney Houston per il suo stile vocale e al suo idolo, Barbra Streisand, per la sua voce.
Céline possiede un'estensione di oltre tre ottave, da B2 a E♭6. Dion una volta dichiarò di essere una mezzosoprano. Tuttavia, i tentativi di adattare i tipi di voce classica ad altre forme di canto hanno incontrato controversie. Senza fare una classificazione, il maestro Kent Nagano, al riguardo fece un'osservazione, dichiarando: "Tutto quello che hai appena cantato era un soprano lirico pieno", dopo che Céline fece un'audizione con due assoli di Carmen e volendo sapere se la cantante poteva cantare l'opera. Il suo timbro è stato descritto come "sottile, leggermente nasale" con un registro un "poco roco" e con "note alte simili a campane di vetro".
Céline Dion viene spesso elogiata per il suo virtuosismo tecnico. Jim Santella di The Buffalo News scrive, "Come un pugno di ferro in un guanto di velluto, la potenza della voce di Céline Dion è ammantata di un vibrato di seta che tradisce l'intensità del suo impegno vocale." Jeff Miers, anche di The Buffalo News, dice di Dion: "La sua voce cantata è assolutamente extra-umana. Lei raggiunge le note a voce intera, con un vibrato controllato e un'incredibile concezione del tono, come se stesse spaccando una spiga di grano". Stephen Holden del New York Times afferma che Dion ha "un arsenale di abilità tecniche di buona scala, può fornire melodie complicate, produrre prese vocali espressive e sostenere note lunghe senza il minimo tremolio di intonazione e, come i suoi duetti... hanno dimostrato, è un'armoniosa voce sicura." In un'intervista rilasciata a Libération, Jean-Jacques Goldman nota che "non ha problemi di accuratezza o di tempo". Secondo Kent Nagano, maestro della Munich Symphony Orchestra, Céline Dion è "una musicista che ha un buon orecchio, una raffinatezza e un livello di perfezione invidiabile". Afferma Charles Alexander del Time: "La sua voce scivola senza sforzo da sussurri profondi a note acute e morte, una dolce sirena che unisce forza e grazia."
Nel suo repertorio francese, Dion adorna le sue voci con più sfumature ed espressività, con l'intensità emotiva "più tenera e intima". Inoltre, Luc Plamondon, un cantautore francese che ha lavorato a stretto contatto con Céline, sostiene che ci sono tre "chanteuses" (stilisticamente) usati dalla cantante: il quebecchese, il francese e l'americano. Il suo album omonimo è stato promosso con lo slogan "Ricorda il nome perché non dimenticherai mai la voce".
Céline Dion è considerata una delle vocalist più importanti del panorama musicale mondiale. In una classifica delle "22 Greatest Voices in Music" di Blender Magazine e MTV, Dion si piazzò nona (sesta tra le donne), e risultò quarta nella classifica di Cove "The 100 Outstanding Pop Vocalists." Céline Dion è stata spesso paragonata a Mariah Carey e Whitney Houston per il suo stile di canto, nonché al suo idolo, Barbra Streisand.

### Eredità artistica e popolarità

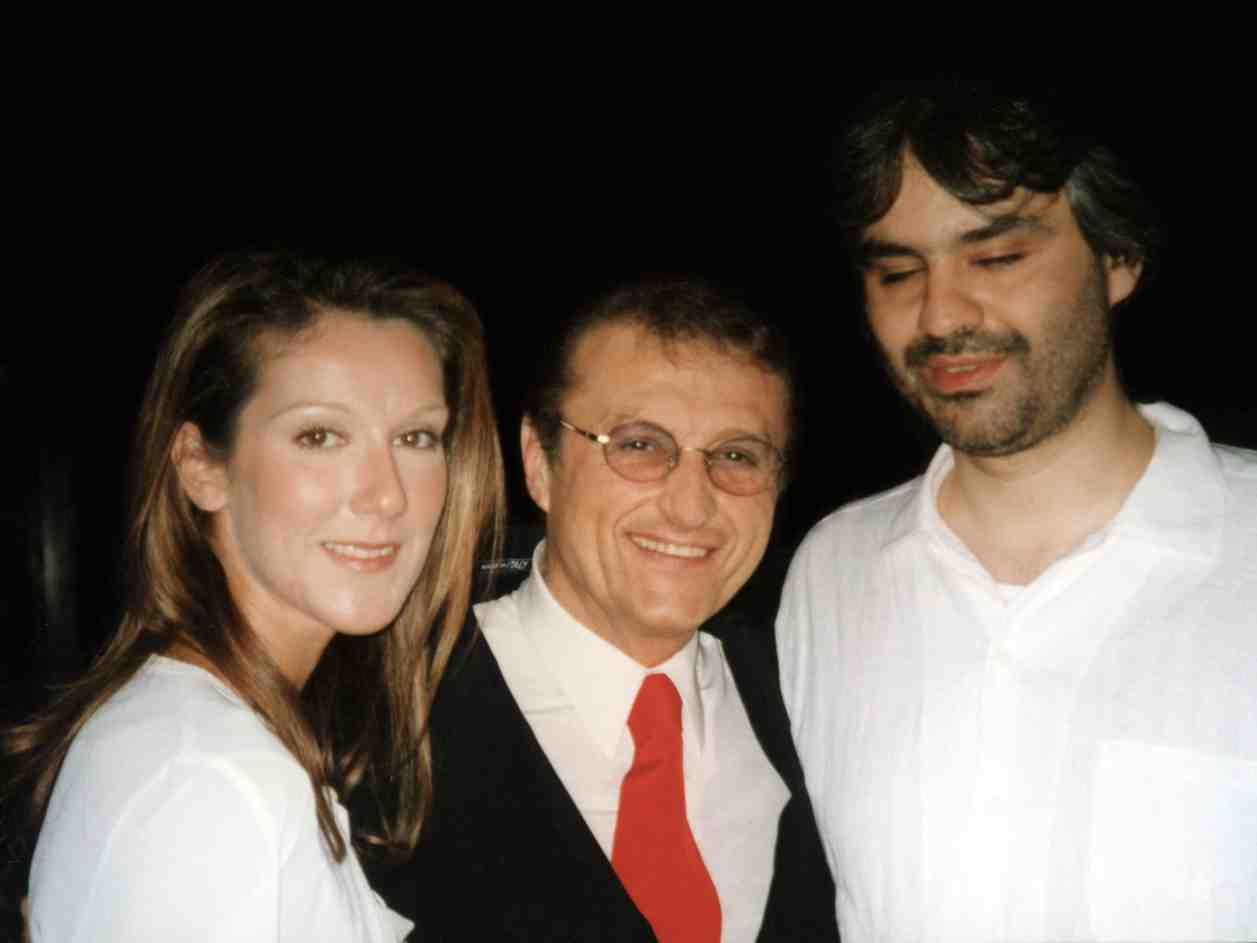
Céline Dion con Tony Renis e Andrea Bocelli.

Céline Dion è considerata una delle cantanti più influenti della musica pop. La sua musica e il suo stile vocale, accanto a quello di Mariah Carey e Whitney Houston, sono stati utilizzati come modello da seguire da parte della maggior parte delle vocalist pop moderne. A queste tre cantanti è stato attribuito il merito di aver rilanciato le power ballad e, così facendo, di rimodellare il formato radiofonico contemporaneo per adulti, rendendolo uno dei formati più popolari degli anni '90 e dei primi anni 2000. Secondo Randy Jackson, produttore, musicista ed ex giudice di American Idol, Céline Dion, Mariah Carey e Whitney Houston sono le voci dell'era moderna. Il critico Carl Wilson nota che "la fama e l'influenza di Céline Dion sono anche rinnovate ed espresse regolarmente in questi giorni da American Idol, il più grande fenomeno musicale di massa dell'ultimo decennio, in cui Céline si è solidamente affermata nel pantheon di cantanti per i giovani che la emulano". Molti concorrenti di talent-show, sorti al volgere del nuovo millennio, spesso emulano Dion, la Houston e la Carey e le citano come idoli.
Molti artisti hanno menzionato Céline Dion come una delle influenze principali o come uno dei loro cantanti preferiti tra cui: Ava Max, Britney Spears, Rihanna, Rita Ora, Christina Aguilera, Frank Ocean, Adele, Josh Groban, Delta Goodrem, Jordin Sparks, Charice, Leona Lewis, Jessie J, JoJo, Lea Michele, Jennifer Hudson, Ariana Grande, Regine Velasquez, Taylor Swift, Vanessa Hudgens, The Canadian Tenors, Faith Hill, Katy Perry, Sevyn Streeter e Kelly Clarkson tra molti altri. La cantante country Martina McBride è largamente annunciata dalla stampa, come la "Céline Dion della musica country".
Numerosi artisti hanno anche elogiato la voce di Dion, le sue abilità canore ed espresso interesse per lavorare con lei, tra cui Plácido Domingo, Beyoncé, Carlos Santana, Elton John, OneRepublic,Coldplay, Sharon Osbourne, Nicole Scherzinger, Ne-Yo, Carole King, Barbra Streisand, Luciano Pavarotti, Bee Gees, Sir George Martin, Justin Bieber, Jean-Jacques Goldman, e Cher.
Secondo Timbaland, "Céline ha una voce così bella e affascinante, è così talentuosa, penso che potremmo creare qualcosa che sia un classico come lo è già". Josh Groban ha osservato: "È una centrale elettrica, in questo momento in cui le voci sempre più piccole, prodotte in studio, vengono ricompensate... ha questo straordinario strumento". "Céline è la miglior cantante, di gran lunga, della sua generazione" secondo Diane Warren, un'opinione condivisa da Quincy Jones, Tommy Mottola e David Foster. Inoltre, Shania Twain e Jennifer Lopez hanno elogiato la dinamica presenza scenica di Céline Dion commentando ad American Idol: "Céline sale sul palco, possiede il palco, corre su tutto il palco, ferma quel palco."
A livello culturale, Dion è accreditata per aver introdotto la musica francofona in paesi anglofoni e non, di tutto il mondo. I suoi album D'eux e S'il suffisait d'aimer rimangono gli album francofoni più venduti della storia ottenendo un successo senza precedenti nei mercati non francofoni come Regno Unito, Polonia, Paesi Bassi, Portogallo, Grecia, Austria, Giappone e Nuova Zelanda. Secondo la RFI Musique, Céline Dion "ha fatto la sua parte per la musica francese nel corso degli anni, assicurando il successo delle canzoni francesi che probabilmente non sarebbero mai andate oltre i confini francofoni senza di lei... Senza Céline, le vendite dei dischi francesi sarebbero drasticamente inferiori!". Nel 2008, Dion ha ricevuto la Legione d'Onore dal presidente francese, Nicolas Sarkozy. Sarkozy ha elogiato Céline e ha dichiarato: "La Francia ti ringrazia perché il tuo talento e il tuo successo hanno contribuito all'influenza della lingua francese fuori dai nostri confini".
A Cèline Dion è stato anche attribuito il merito sia di aver rivitalizzato, sia di aver rivoluzionato la scena dell'intrattenimento di Las Vegas, con i giganteschi successi dei suoi spettacoli. Riuscì a rilanciare la sua "presenza fissa" a Las Vegas come un percorso da seguire, uno stimolo per gli altri artisti di andare in tour, lasciando che i fan venissero da loro. Nel corso degli anni, altre icone affermate come Elton John, Bette Midler, Rod Stewart, Cher e Shania Twain hanno seguito l'esempio della cantante quebecchese. Secondo Gary Bongiovanni, presidente e caporedattore di Pollstar, "Céline ha ridefinito ciò che gli artisti possono fare a Las Vegas, contribuendo a renderla, senza dubbio, la città di intrattenimento con le maggiori presenze di artisti del mondo." Nel 2013 anche la popstar Britney Spears, molto più giovane di Céline, aveva annunciato una spettacolo fisso a Las Vegas, consolidando ulteriormente l'estensione dell'influenza di Dion sulla capitale dell'intrattenimento. Kurt Melien, vicepresidente dell'intrattenimento del Caesars Palace, ha dichiarato: "Céline era una pioniera senza dubbio... Vent'anni fa, non avremmo mai potuto avere Britney Spears a Las Vegas. Le star come lei non avrebbero mai considerato di esibirsi in questa città se Céline non avesse aperto la strada. Ha cambiato il volto della moderna Vegas." Per quanto riguarda il suo impatto finanziario su Las Vegas, Stephen Brown, direttore del Center for Business and Economic Research di Las Vegas, ha commentato: "La gente verrà in città solo per lei e spenderanno soldi e di conseguenza avrà un impatto enorme sull'economia", aggiungendo poi "Più grande di Elvis, Sinatra e Liberace messi insieme" "Le stime indicano che lo spettacolo di Céline Dion creerà fino a 7.000 posti di lavoro indiretti e circa 114 milioni di dollari di nuove attività economiche in ognuno dei tre anni per i quali è stata assunta."

## Riconoscimenti
Nel corso della sua lunga carriera, Céline Dion ha ricevuto numerosi premi in riconoscimento della sua musica. Tra cui dodici World Music Award, cinque Grammy Award, sette Billboard Music Award, sette American Music Award, venti Juno Award, quarantatré Félix Awars e molti altri.
Nel 1982 riceve i suoi primi riconoscimenti musicali, in Giappone, dove viene riconosciuta come Miglior artista dell'anno dalla Yamaha Symphony Orchestra Award, al Yamaha World Song Festival, dove riceve anche una Gold Medal per la miglior canzone, Tellement j'ai d'amour pour toi.
Un anno dopo comincia a ricevere i suoi primi riconoscimenti del suo paese nativo. Ai Félix Award fa il pieno di premi, nelle categorie: Miglior Artista Rivelazione dell'Anno; Album Pop dell'anno con Tellement j'ai d'amour pour toi,; Artista del Quebec che ha ottenuto il maggior successo al di fuori della provincia del Quebec e Miglior Cantante Femminile dell'Anno. Dopo altri 11 Félix Award, ricevuti per i suoi successivi successi, tra il 1984 e il 1988, vince nell'88, il 32º Eurovision Song Contest, rappresentando la Svizzera con la canzone, Ne partez pas sans moi.
Nel 1991 riceve i suoi primi Juno Award, i più importanti premi musicali del Canada. Il 1992 è un anno molto importante, grazie al successo ottenuto negli Stati Uniti e nel resto del mondo grazie ai suoi primi album in lingua inglese, vince una serie di premi importantissimi come il World Music Award, a Monte Carlo, come Artista Femminile Canadese dell'Anno più venduta al mondo. Il duetto con Peabo Bryson nella canzone del film La bella e la bestia, Beauty and the Beast, porta a far vincere agli autori della canzone un Golden Globe e un Oscar per Miglior Canzone scritta per un film o serie televisiva. Un anno dopo per questo successo Céline sarà nominata ai Recording Academy in quattro categorie tra cui vincerà un Grammy per la Miglior Performance Pop vocale da parte di un Duo o Gruppo. e vincerà il suo primo Billboard Music Award.
Tra il 1994 e il 1996 riceverà altri riconoscimenti musicali a livello internazionale affermandosi come una delle migliori interpreti nella scena musicale dei paesi francofoni, anglofoni e nel resto del mondo. Con l'album Falling Into You, Céline Dion sarà premiata, a Monte Carlo, con tre World Music Award come Artista Pop dell'anno più venduto al mondo, Miglior Artista dell'anno più venduto al mondo, Artista di registrazione canadese più venduto al mondo. In Canada riceverà cinque Félix Award nelle categorie: Miglior Album dell'Anno più venduto (Live à Paris), Miglior Album Pop Rock dell'Anno (Live à Paris), Artista canadese di maggior successo fuori dal Quebec, Artista del Quebec con maggior successo in una lingua diversa dal francese e Miglior Cantante Femminile dell'Anno. Negli Stati Uniti otterà due Grammy Aaward per Falling Into You, nelle categorie Album dell'Anno e Miglior Albu Pop dell'Anno oltre a far vincere a Diane Warren, autrice di Because You Loved Me, il Grammy per la Miglior Canzone scritta per un film o serie televisiva.
Il '98 sarà l'anno di Titanic e del successo di My Heart Will Go On, canzone simbolo di Dion. Con il successo sia del singolo che dell'album Let's Talk About Love, Céline sarà premiata in ogni angolo del mondo cominciando negli USA dove riceverà il suo primo American Music Award come Miglior Artista Femminile di genere Pop/Rock. Un Golden Globe e un Academy Aaward saranno vinti dagli autori di My Heart Will Go On, nella categoria Miglior Canzone scritta per un film o serie televisiva. Vincerà anche ai VH1 Viewers Vote Award come Miglior Artista Femminile, Diva dell'Anno e Artista dell'Anno. Ai Billboard Music Award 1998, Céline Dion sarà una dei pochi artisti ad essere multi premiata, vincendo in 4 categorie mentre in Giappone. Lì riceverà un Japan Record Award e due Japan Grand Prix.
Céline riceverà nel 1999 altri premi come due Grammy Award, tre American Music Award, cinque Juno Award, due Felix Award, tre Japan Gold Disc Award e un World Music Award. Nello stesso anno, Céline Dion riceve una stella nella Walk of Fame del Canada e viene inserita nella Canadian Broadcast Hall of Fame.
Durante il decennio dei primi del 2000 sarà premiata diverse volte negli Stati Uniti, in Canada, in Francia, in Germania, in Giappone e in tanti altri paesi stranieri. Nel 2004 avrà una stella sulla Hollywood Walk of Fame e nel 2016 sarà onorata con il prestigioso Icon Award, ai Billboard Music Award.

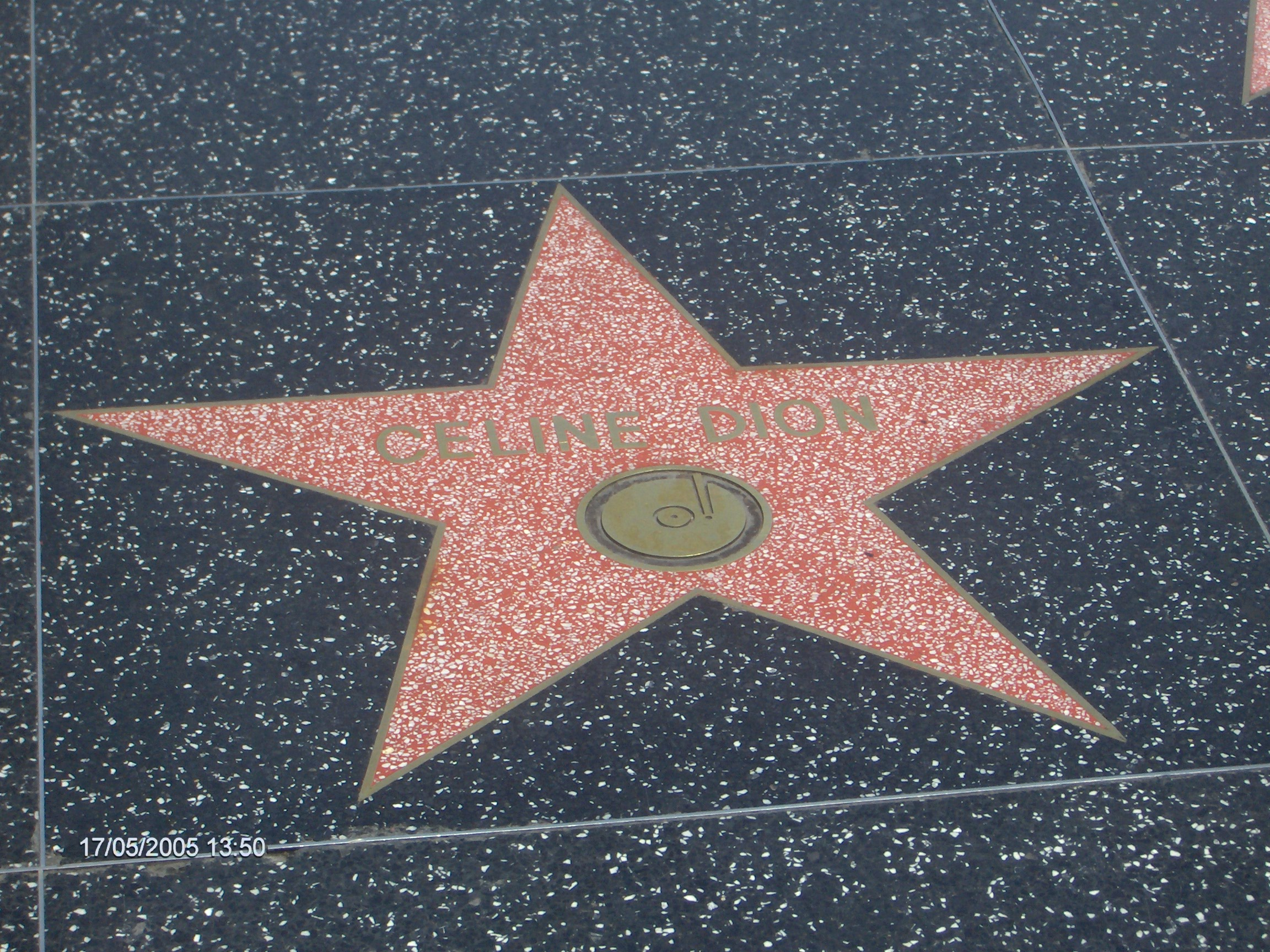
La stella di Céline Dion sulla Hollywood Walk of Fame di Los Angeles, ricevuta nel 2004

Nel maggio 2003, si è classificata alla numero 10 nella lista di VH1 delle "50 donne più grandi dell'era dei video". Si è classificata al 64º posto nella lista delle "200 icone della cultura pop più grandi di tutti i tempi". Falling Into You è nella lista dei Rock and Roll Hall of Fame's Definitive 200.
My Heart Will Go On è stata inclusa nella lista delle "Canzoni del Secolo", dalla Recording Industry Association of America e dalla National Endowment for the Arts. Nel 2007, Dion è stata classificata da Forbes come la quinta donna più ricca nel mondo dell'intrattenimento con un patrimonio netto stimato di 250 milioni di dollari statunitensi, anche se la classifica ometteva le celebrità non lavoratrici o in pensione. Nell'agosto 2008, in Canada riceve un Dottorato onorario in musica dall'Université Laval di Quebec City e viene nominata Compagno dell'Ordine del Canada in riconoscimento della sua influenza sulla musica mondiale. Nello stesso anno è stata inserita nella Walk of Fame in Polonia.
Nell'ottobre 2010, Céline è stata nominata "Goodwill Ambassador", un programma creato dall'ONU nel 1999, condividendo questo riconoscimento con la vincitrice dell'Oscar, Susan Sarandon. Dion ha anche ricevuto diverse decorazioni statali. Nel 2004 è stata insignita della Society of Singers Lifetime Achievement Award.

## Altre attività

### Imprese
"Les Productions Feeling Inc.", nota anche come "Feeling Inc." o "Just Feeling", è una società di gestione artistica con sede a Laval, Québec, Canada, e di proprietà di Céline Dion e di suo marito e manager, Rene Angelil. Dion è anche la fondatrice della catena alimentare dei ristoranti Nickels. Céline e suo marito possiedono anche il Mirage Golf Club e il ristorante Schwartz. In collaborazione con Andre Agassi, Steffi Graf e Shaquille O'Neal, Céline ha aperto un noto night club chiamato Pure, situato al Caesars Palace di Las Vegas.
Dion è diventata un'imprenditrice con la creazione del suo ristorante in franchising, Nickels nel 1990. Da allora ha ceduto i suoi interessi della catena e non è più affiliata ad essa dal 1997. Nel 2003, Cèline firmò un contratto con Coty, Inc. per metter in commercio il Céline Dion Parfums. La sua ultima fragranza, Signature, è stata pubblicata nel settembre 2011 con una campagna pubblicitaria dell'agenzia newyorkese "Kraftworks NYC". Sin dalla sua fondazione, Céline Dion Parfums ha incassato oltre $ 850 milioni di vendite al dettaglio. Nell'ottobre 2004, Air Canada assunse Dion come figura della sua campagna promozionale per svelare nuovi prodotti di servizio e una livrea aggiornata. You and I, il singolo di Céline Dion, fu scritta dai dirigenti pubblicitari della Air Canada.

### Filantropia
Céline Dion ha sostenuto attivamente molte associazioni benefiche, in tutto il mondo. Ha promosso la Canadian Cystic Fibrosis Foundation (CCFF) dal 1982 ed è diventata la National Celebrity Patron della fondazione nel 1993. Ha un attaccamento emotivo alla fondazione; sua nipote Karine morì di fibrosi cistica all'età di sedici anni, tra le braccia di Céline. Nel 2003, si è unita a un certo numero di altre celebrità, atleti e politici, tra cui Josh Groban e Yolanda Adams per sostenere "World Children's Day", una raccolta globale di fondi sponsorizzata da McDonald's. Lo sforzo ha raccolto denaro da oltre 100 nazioni e ha beneficiato di orfanotrofi e organizzazioni sanitarie per bambini. Inoltre,Céline è stata una importante sostenitrice della Fondazione T.J. Martell, del Diana Princess of Wales Memorial Fund e molte campagne sanitarie ed educative. Dopo la catastrofe causata dall'uragano Katrina, Dion donò 1 milione di dollari alle vittime della tempesta e successivamente organizzò un evento di raccolta fondi per le vittime dello tsunami asiatico del 2004, raccogliendo oltre 1 milione di dollari. Dopo il terremoto del Sichuan del 2008, Céline Dion donò $ 100.000 al China Children & Teenagers' Fund e ha inviato una lettera che mostrava la sua consolazione e il suo sostegno. Dal 2004, è coinvolta, insieme al marito René Angelil, con la comunità gay del Québec, sostenendo la pubblicazione di materiali per la prevenzione della salute e dell'HIV nel Gay Globe Magazine, di proprietà del giornalista Roger-Luc Chayer.

## Discografia

### Album in lingua francese
- 1981 – La voix du Bon Dieu
- 1981 – Céline Dion chante Noël
- 1982 – Tellement j'ai d'amour...
- 1983 – Les chemins de ma maison
- 1983 – Chants et contes de Noël
- 1984 – Mélanie
- 1985 – C'est pour toi
- 1987 – Incognito
- 1991 – Dion chante Plamondon
- 1995 – D'eux
- 1998 – S'il suffisait d'aimer
- 2003 – 1 fille & 4 types
- 2007 – D'elles
- 2012 – Sans attendre
- 2016 – Encore un soir

### Album in lingua inglese
- 1990 – Unison
- 1992 – Céline Dion
- 1993 – The Colour of My Love
- 1996 – Falling into You
- 1997 – Let's Talk About Love
- 1998 – These Are Special Times
- 2002 – A New Day Has Come
- 2003 – One Heart
- 2004 – Miracle
- 2007 – Taking Chances
- 2013 – Loved Me Back to Life
- 2019 – Courage

## Tournée
- 1983/1984 – Les chemins de ma maison tournée
- 1985 – Céline Dion en concert
- 1988 – Incognito tournée
- 1990/1991 – Unison Tour
- 1992/1993 – Céline Dion in Concert
- 1994/1995 – The Colour of My Love Tour
- 1995/1996 – D'eux Tour
- 1996/1997 – Falling into You: Around the World
- 1998/1999 – Let's Talk About Love World Tour
- 2008/2009 – Taking Chances World Tour
- 2013 – Tournée Europea 2013
- 2016 – Summer Tour 2016
- 2017 – Celine Dion Live 2017
- 2018 - Celine Dion Live 2018
- 2019/2020 – Courage World Tour

### Residency show
- 2003/2007 – A New Day... a Las Vegas
- 2011/2019 – Céline a Las Vegas

## Filmografia

### Attrice

#### Film
- Marsupilami (Houba! On the Trail of the Marsupilami), regia di Alain Chabat (2012)
- Muppets 2 - Ricercati (Muppets Most Wanted), regia di James Bobin (2014)
- Love Again, regia di James C. Strouse (2023)

#### Serie TV
- Des fleurs sur la neige – serie TV, (1991)
- La tata (The Nanny) – serie TV, episodio 4x26 (1997)
- Il tocco di un angelo (Touched by an Angel) – serie TV, episodio 5x09 (1998)
- La valle dei pini (All My Children) – soap opera, 1 puntata (2005)

### Doppiatrice
- La spada magica - Alla ricerca di Camelot (Quest for Camelot), regia di Frederik Du Chau (1998)

### Documentari
- Celine: Through the Eyes of the World, regia di Stéphane Laporte (2010)
- Io sono Celine Dion (I Am: Celine Dion), regia di Irene Taylor Brodsky (2024)

## Doppiatrici italiane
Nelle versioni in italiano dei suoi film, Céline Dion è stata doppiata da:
- Maddalena Vadacca in Love Again

Da doppiatrice è stata sostituita da:
- Roberta Greganti in La spada magica - Alla ricerca di Camelot

## Onorificenze

### Onorificenze straniere
- Ambasciatrice di buona volontà della FAO - Ottobre 2010